# 11. November
Der 11. November ist der 315. Tag des gregorianischen Kalenders (der 316. in Schaltjahren), somit bleiben 50 Tage bis zum Jahresende.
In einigen deutschen, österreichischen und schweizerischen Karnevals-, Fastnachts- und Faschingshochburgen wird der 11. November als Elfter im Elften um 11:11 Uhr als Beginn der Karnevalssession oder -Kampagne gefeiert.
Im Jahr 1918 endeten an diesem Tag die Kampfhandlungen des Ersten Weltkriegs mit der Unterzeichnung der Waffenstillstandserklärung. In vielen Ländern wird der 11. November daher in Erinnerung an die Gefallenen als Gedenk- oder Feiertag begangen. In Großbritannien und den Ländern des Commonwealth wird er als Remembrance Day (auch „Armistice Day“ oder „Poppy Day“) bezeichnet, in Frankreich und Belgien nennt man ihn „Jour de l’Armistice“.
Am 11. November wird Sankt Martin mit regional verschiedenen Martinsbräuchen gefeiert (Martinstag). In ganz Deutschland und Österreich feiern Kinder mit Martinsumzügen, bei denen sie singend mit Laternen durch die Straßen ziehen.

## Ereignisse

### Politik und Weltgeschehen
- 0043 v. Chr.: In Rom wird für die Dauer von fünf Jahren das Triumvirat zwischen Octavian, Marcus Antonius und Marcus Aemilius Lepidus geschlossen.
- 0887: Arnulf von Kärnten wird nach einem Machtkampf mit Karl dem Dicken neuer König im Ostfrankenreich.
- 1208: Otto IV. von Braunschweig wird nach dem Tod Philipps von Schwaben am 21. Juni bei einer Wahl in Frankfurt am Main als römisch-deutscher König nach dem deutschen Thronstreit allgemein akzeptiert.

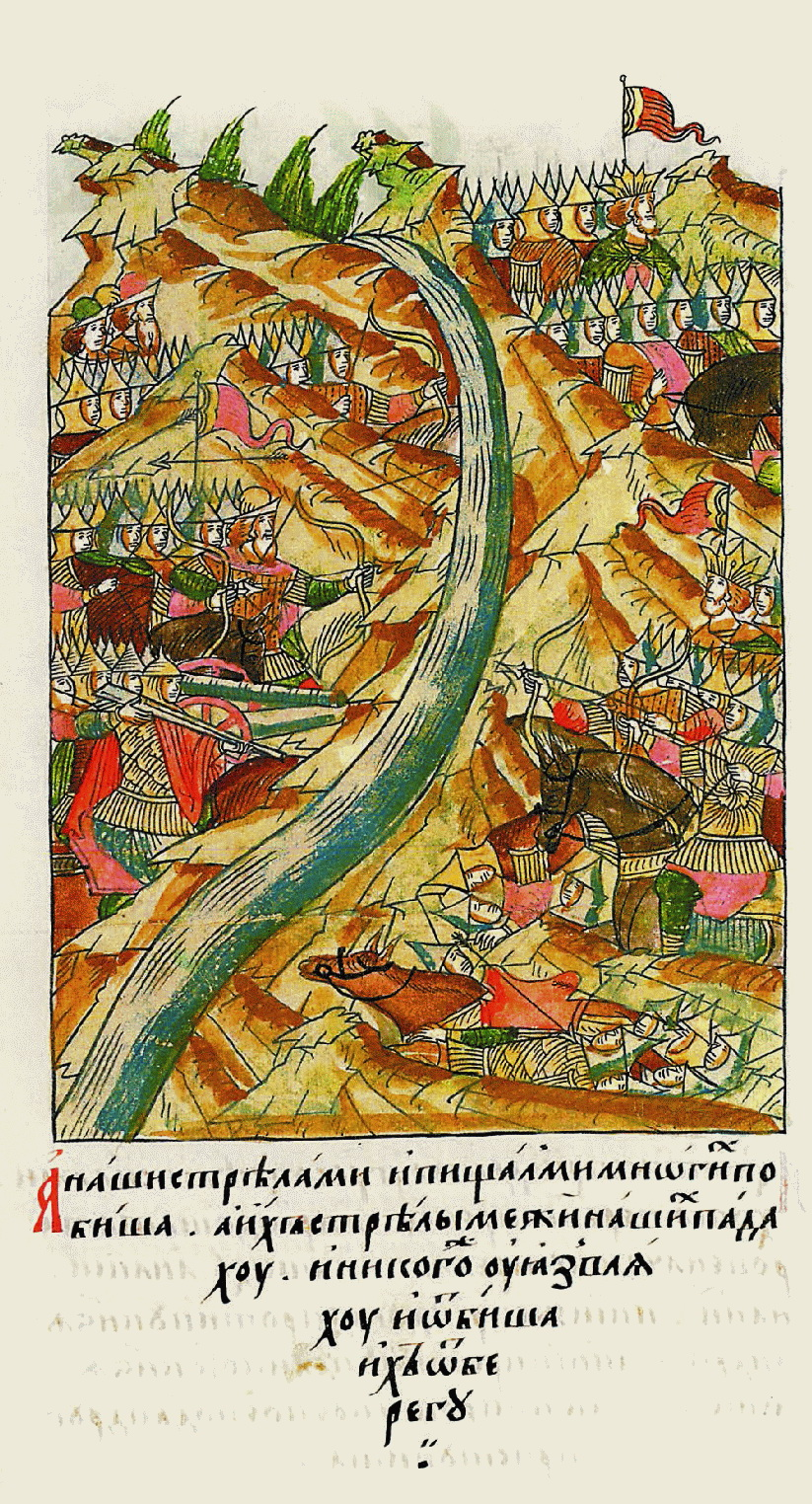
1480: Stehen am Ugra-Fluss

- 1480: Mit dem Ende des Stehens an der Ugra endet die mongolische Herrschaft über Russland.

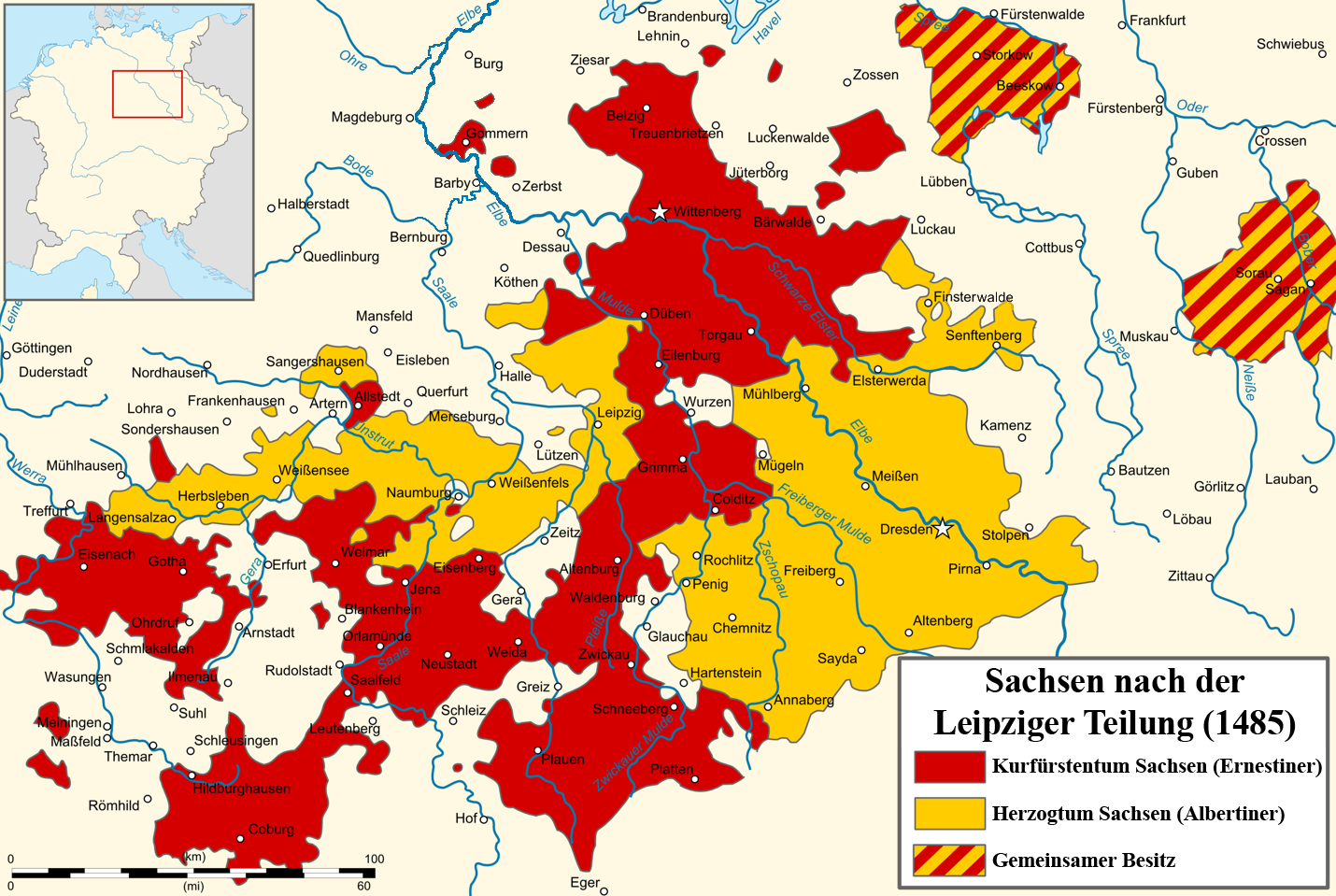
1485: Die wettinischen Ländereien nach der Leipziger Teilung

- 1485: Die Leipziger Teilung wird unterschrieben. Darin wird der wettinische Besitz zwischen den Herzögen und Brüdern Ernst und Albrecht III. aufgeteilt.
- 1493: Christoph Kolumbus entdeckt auf seiner zweiten Reise die Antilleninsel St. Martin.
- 1500: Im Vertrag von Granada einigen sich Frankreichs König Ludwig XII. und Spaniens König Ferdinand der Katholische darauf, das Königreich Neapel zu erobern und untereinander aufzuteilen.
- 1606: Der Frieden von Zsitvatorok beendet den Langen Türkenkrieg der Habsburger unter Rudolf II. mit dem Osmanischen Reich, der mit der Schlacht bei Sissek im Jahr 1593 begonnen hat.
- 1630: Am Journée des Dupes wird die religiöse Partei in Frankreich unter Königinmutter Maria de’ Medici und Jean-Baptiste Gaston de Bourbon, duc d’Orléans von König Ludwig XIII. entmachtet. Kardinal Richelieu, der sich mit diesem Erfolg am Gipfel seiner Macht befindet, geht in der Folge gnadenlos gegen seine Gegner im Staat vor und bereitet damit die Hochblüte des Absolutismus vor.
- 1839: Voortrekker gründen den Burenstaat Natalia im Osten Südafrikas, weil sie von England unabhängig sein wollen.
- 1864: Im Amerikanischen Bürgerkrieg lässt Generalmajor William T. Sherman die Stadt Atlanta in Georgia niederbrennen.
- 1871: Kaiser Wilhelm I. erlässt das Gesetz über das Bilden eines Reichskriegsschatzes aus den französischen Kontributionen, die der Friede von Frankfurt dem Verlierer des Deutsch-Französischen Kriegs abverlangt.
- 1887: In Chicago werden die Anarchisten August Spies, Albert Parsons, George Engel und Adolph Fischer, die im Vorjahr den mehrtägigen Streik mitorganisiert haben, bei dem am 4. Mai eine Bombe Richtung Polizei geworfen wurde, trotz internationaler Proteste gehängt. Eine Verbindung zum Bombenanschlag konnte den Angeklagten zuvor jedoch nicht nachgewiesen werden.

1889: Staatssiegel Washingtons

- 1889: Washington, das 1853 gegründete bisherige Washington-Territorium, wird als 42. Bundesstaat in die USA aufgenommen
- 1914: Im Ersten Weltkrieg beginnt die Schlacht um Łódź mit einer Offensive deutscher Truppen gegenüber russischen Einheiten.
- 1916: Die Statuten des Tschechoslowakischen Nationalausschusses, der die zwei Jahre später verwirklichte Unabhängigkeit der Tschechoslowakei vorbereiten sollte, werden beschlossen.

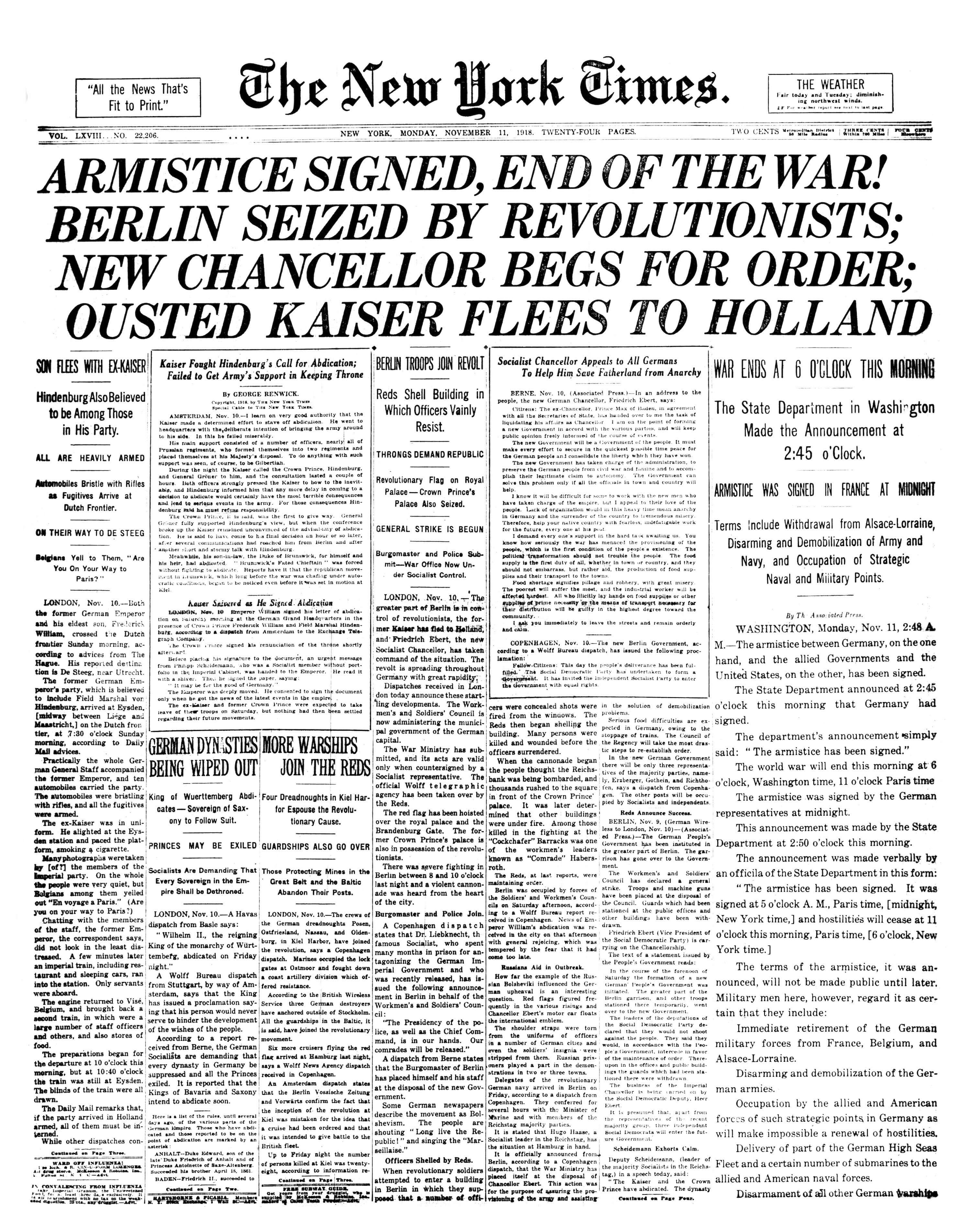
1918: Titelseite der New York Times vom 11. November

- 1918: Der Waffenstillstand von Compiègne – auf deutscher Seite im Auftrag der neuen Regierung von Erzberger unterzeichnet – beendet die Kampfhandlungen im Ersten Weltkrieg.
- 1918: Kaiser Karl I. erklärt seinen Verzicht auf jeden Anteil an den Staatsgeschäften im österreichischen Teil der Donaumonarchie.
- 1918: Die deutschen Truppen in Warschau werden von Polen entwaffnet. Der Regentschaftsrat und die Lubliner Regierung legen alle Staatsgewalt in die Hände Józef Piłsudskis. Damit endet die Ära des Regentschaftskönigreiches Polen. Polen wird unabhängige Republik.
- 1918: Elsass und Lothringen erklären ihre Unabhängigkeit als Republik Elsaß-Lothringen, die aber wegen des Einmarsches französischer Truppen nur wenige Tage Bestand hat.
- 1933: In Österreich führt das austrofaschistische Regime die 1920 abgeschaffte Todesstrafe für Mord, Brandstiftung und öffentliche Gewalttätigkeit durch boshafte Beschädigung fremden Eigentums wieder ein.
- 1940: Zweiter Weltkrieg: In der Nacht auf den 12. November versenken britische Torpedobomber einen erheblichen Teil der italienischen Regia Marina im Hafen von Tarent.
- 1940: Der deutsche Hilfskreuzer Atlantis unter Kapitän zur See Bernhard Rogge versenkt das britische Frachtschiff Automedon und erbeutet dabei kriegswichtige Geheimdokumente und Code-Tabellen. Die so gewonnenen Informationen spielen vermutlich auch beim Kriegseintritt Japans eine entscheidende Rolle.
- 1942: Als Reaktion auf die Landung der Alliierten in Algerien im Zweiten Weltkrieg besetzen deutsche Truppen auch Vichy-Frankreich (Unternehmen Anton).
- 1945: Das Sowjetische Ehrenmal wird in Berlin-Tiergarten mit einer Parade der Alliierten eingeweiht. Es ist die erste von drei solcher Gedenkstätten in der Stadt.
- 1960: Ein Militärputsch gegen den südvietnamesischen Präsidenten Ngô Đình Diệm misslingt.
- 1965: Eine weiße Minderheit unter Ian Smith erklärt Südrhodesien, das spätere Simbabwe, einseitig für unabhängig von Großbritannien, schließt jedoch die schwarze Bevölkerungsmehrheit von der Regierung aus.
- 1973: Der Sechs-Punkte-Plan zwischen Israel und Ägypten über Verhandlungen zu den Folgen des Jom-Kippur-Krieges wird vereinbart.
- 1975: Als Folge der Nelkenrevolution erlangt Angola die Unabhängigkeit von Portugal, erster Staatspräsident wird MPLA-Führer Agostinho Neto.
- 1977: In Spanien hebt die Regierung knapp zwei Jahre nach dem Tod Francos die Filmzensur auf.
- 1978: In der Cafetería Galaxia treffen sich mehrere Offiziere der spanischen Streitkräfte und der Guardia Civil, unter ihnen Antonio Tejero, um zu beraten, wie der Demokratisierungsprozess in Spanien aufzuhalten sei. Der geplante Putschversuch findet jedoch nie statt, die Verschwörer werden zu Freiheitsstrafen verurteilt.
- 1982: Bei einem von der Polizei observierten RAF-Erddepot in einem Waldstück nahe dem südhessischen Heusenstamm werden die gesuchten Brigitte Mohnhaupt und Adelheid Schulz verhaftet.
- 1988: Der deutsche Bundestagspräsident Philipp Jenninger tritt nach seiner heftig kritisierten Rede am 10. November 1988 im Deutschen Bundestag zurück.
- 1993: Nach heftigen Kämpfen erobert die tamilische Rebellengruppe Tamil Tigers den bedeutenden militärischen Stützpunkt von Pooneryn auf Sri Lanka und hält ihn darauf einige Tage lang.

### Wirtschaft
- 1842: In drei Gasthöfen Pilsens wird erstmals in der Geschichte des Bieres Bier nach Pilsner Brauart ausgeschenkt, basierend auf dem von Josef Groll erfundenen Sud.
- 1896: Ernest Monnington Bowden beantragt in Großbritannien Patentschutz für den von ihm erfundenen Seilzug. Das Patent wird ihm am 25. September 1897 gewährt.
- 1921: In Berlin wird ein Vertrag zur Gründung der deutsch-sowjetrussischen Luftfahrtgesellschaft Deruluft unterzeichnet.
- 1930: Albert Einstein und Leó Szilárd erhalten in den USA das Patent Nummer 1.781.541 auf einen von ihnen erfundenen Kühlschrank.
- 1960: In Schwedt/Oder wird der Grundstein für die Raffinerie Erdölverarbeitungswerk Schwedt gelegt, die 1970 Stammbetrieb des VEB Petrolchemischen Kombinats wurde.
- 1987: Der bis dahin höchste Preis für ein Kunstwerk wird auf einer Auktion in New York City mit 53,9 Millionen Dollar für die Schwertlilien von Vincent van Gogh erzielt.
- 2008: Das Passagierschiff Queen Elizabeth 2 tritt seine letzte Fahrt nach Dubai an, wo es als künftiges schwimmendes Hotel ankern wird.

### Wissenschaft und Technik
- 1572: Tycho Brahe entdeckt im Sternbild Kassiopeia einen „neuen Stern“, der sich später als die Supernova (SN1572) herausstellt.
- 1675: Gottfried Wilhelm Leibniz formuliert erstmals in einem Aufsatz über inverse Tangenten einen seiner Fundamentalsätze unter Verwendung des modernen Integralzeichens.
- 1952: Mehrere Wetterdienste werden zum Deutschen Wetterdienst (DWD) zusammengeschlossen.

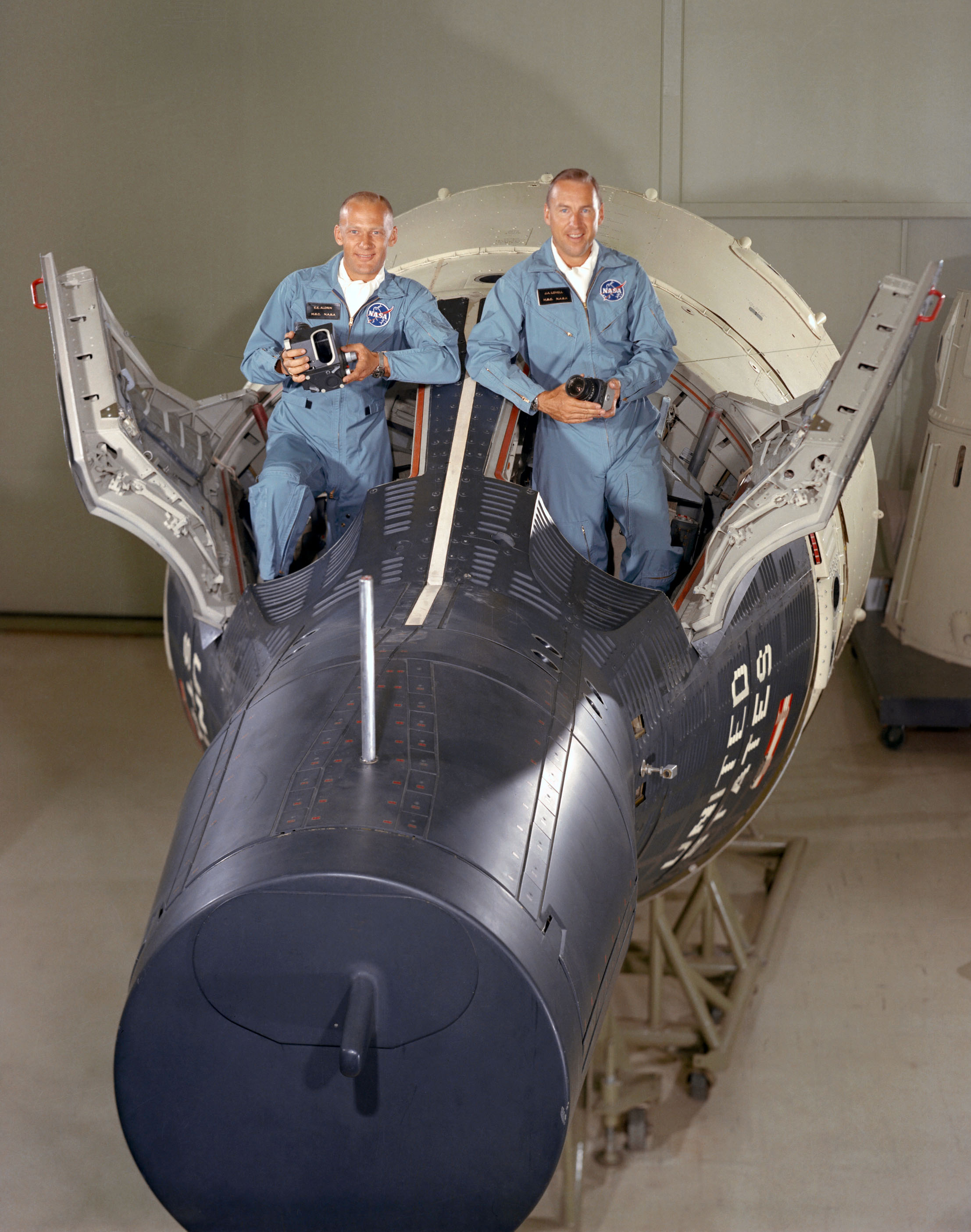
1966: Die Crew von Gemini 12

- 1966: Mit Gemini 12 startet der letzte Raumflug im Rahmen des Gemini-Programms der NASA. An Bord befinden sich Buzz Aldrin und James A. Lovell.
- 1974: Die Forschergruppen um Burton Richter und Samuel Chao Chung Ting stellen gemeinsam ihren unabhängig voneinander gelungenen Nachweis des J/ψ-Elementarteilchens vor.
- 1993: Die Version 1.0 des Webbrowsers NCSA Mosaic, für Microsoft Windows, wird veröffentlicht.
- 2008: Das German Indonesian Tsunami Early Warning System (GITEWS) nimmt den Testbetrieb auf.

### Kultur
- 1752: Am Teatro San Samuele in Venedig erfolgt die Uraufführung der Oper I portentosi effetti della madre Natura von Giuseppe Scarlatti.
- 1843: In Dänemark wird Hans Christian Andersens Märchen Das hässliche Entlein veröffentlicht.
- 1848: An der Opéra-Comique in Paris findet die Uraufführung der Opéra-comique Le val d’Andorre von Fromental Halévy statt.
- 1875: In Buenos Aires wird der öffentliche Parque Tres de Febrero eingeweiht. Das Gelände gehörte dem früheren Diktator Juan Manuel de Rosas und wurde ihm enteignet.
- 1954: In Großbritannien erscheint mit The Two Towers der zweite Teil von Tolkiens The Lord of the Rings.

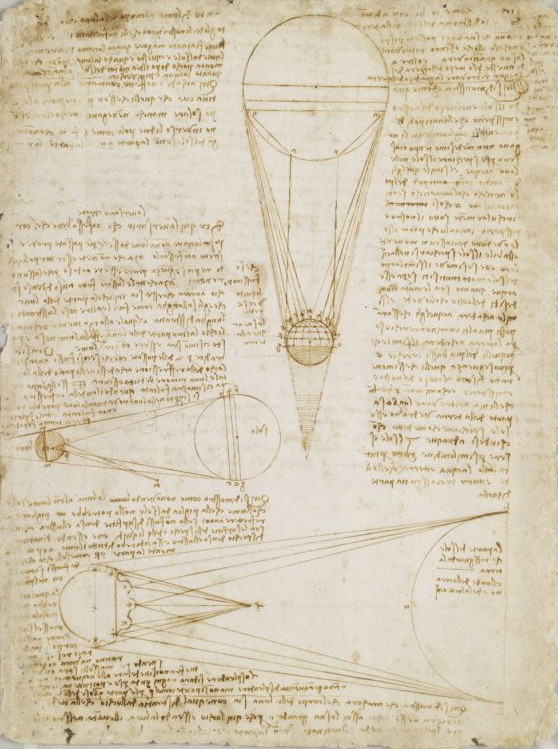
Codex Leicester

- 1994: Der Codex Leicester (auch als Codex Hammer bekannt), eine gebundene Sammlung von Blättern mit wissenschaftlichen Schriften, Notizen, Skizzen und Zeichnungen Leonardo da Vincis, wird vom Auktionshaus Christie’s für 30,8 Millionen US-Dollar an den Unternehmer Bill Gates versteigert. Damit ist der Kodex die teuerste jemals verkaufte Handschrift der Welt.
- 2017: Nach zehnjähriger Planungs- und Bauphase wird in Kooperation zwischen den Vereinigten Arabischen Emiraten und Frankreich auf der Insel Saadiyat der Louvre Abu Dhabi eröffnet, ein von dem französischen Architekten Jean Nouvel gestaltetes Museumsensemble mit besonders markanter Stahlkuppel.

### Gesellschaft
- 1880: Der verurteilte australische Straßenräuber Ned Kelly stirbt im Gefängnis Old Melbourne Gaol am Galgen.
- 1934: In Melbourne wird sechzehn Jahre nach Beendigung des Ersten Weltkrieges (und sieben Jahre nach der Grundsteinlegung) das Kriegerdenkmal Shrine of Remembrance eingeweiht.
- In Asien und immer mehr Regionen der Welt wird der „Tag der Singles“ gefeiert. Auf Grund seiner Beliebtheit ist es in China der inzwischen größte Onlineshopping-Tag der Welt.

### Religion

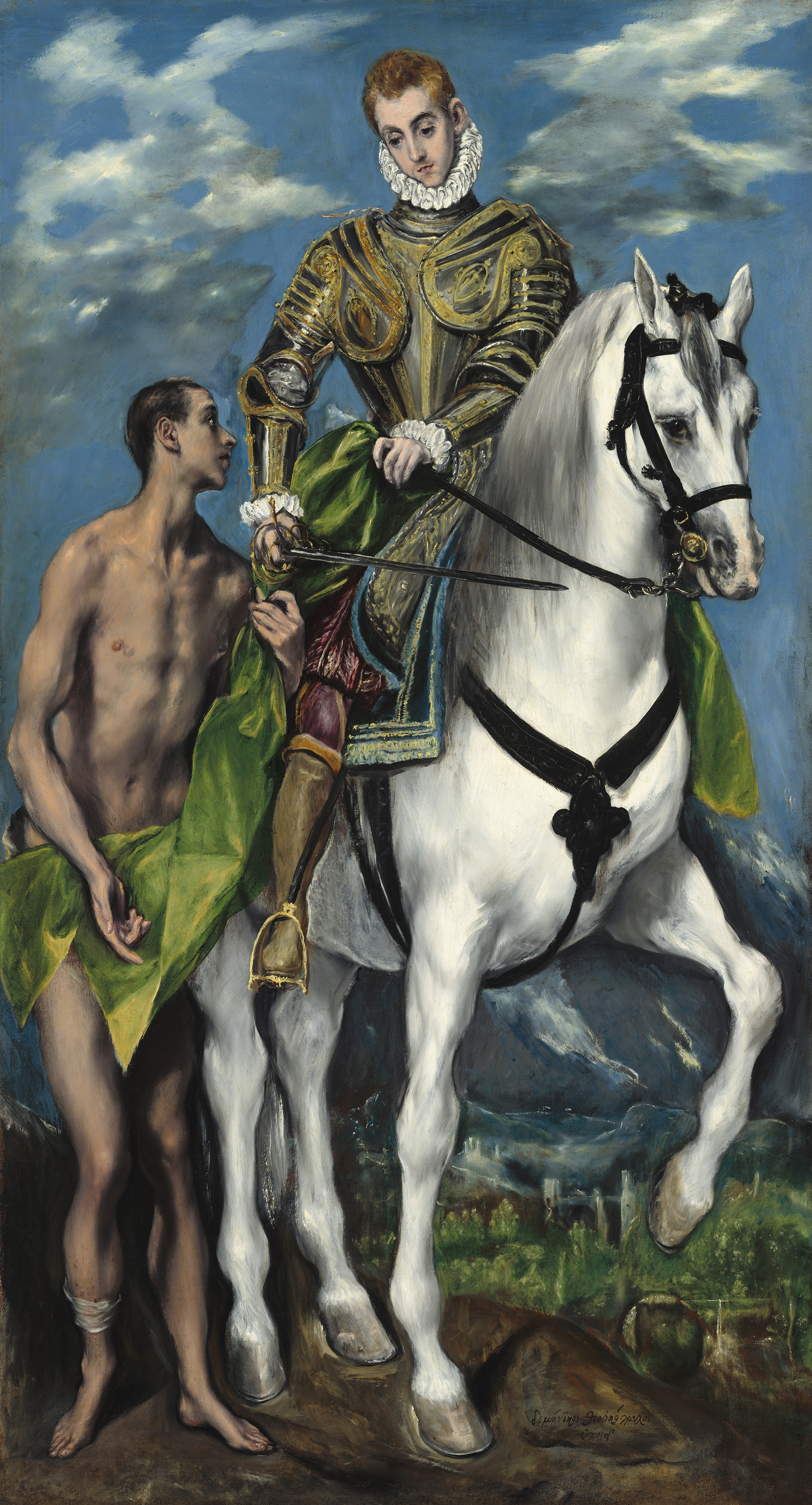
397: Hl. Martin

- 0397: Der am 8. November verstorbene Bischof Martin von Tours wird beigesetzt.
- 1215: Das vierte Laterankonzil beginnt im römischen Lateran.

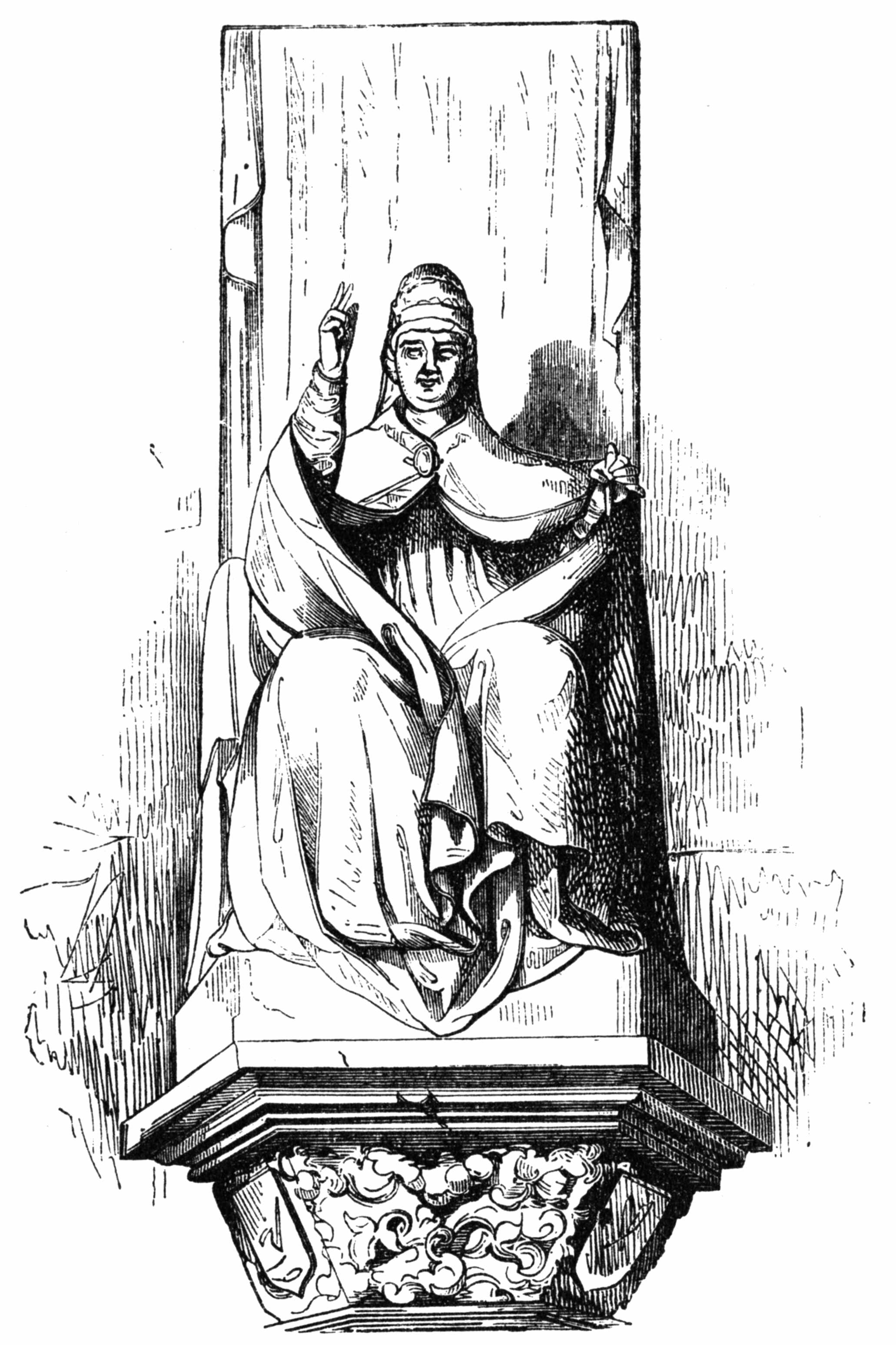
1417: Martin V.

- 1417: Martin V. wird nach der Absetzung aller drei bisherigen Päpste, Gregor XII. in Rom, Benedikt XIII. in Avignon und Johannes XXIII. in Pisa, vom Konzil von Konstanz zum Papst gewählt. Damit endet das Abendländische Schisma endgültig.
- 1675: Nach der Hinrichtung von Tegh Bahadur in Delhi wird Gobind Singh der zehnte und letzte menschliche Guru der Sikhs.
- 1961: In der Enzyklika Aeterna Dei sapientia lobt Papst Johannes XXIII. den Kirchenlehrer Leo I. als weisen Hirten. Rom sei ferner das geistliche Zentrum für christliche Einheit. Jeder Bischof von Rom verkörpere die Einheit sichtbar.
- 1992: Die Generalsynode der Church of England beschließt die Zulassung von Frauen zum Priesteramt.

### Katastrophen
- 1855: Beim Ansei-Edo-Erdbeben in Japan bei Edo (heute: Tokio) sterben mehr als 6000 Menschen.
- 2000: Bei einer Brandkatastrophe im Tunnel der Gletscherbahn Kaprun 2 zum Kitzsteinhorn in Kaprun im Land Salzburg sterben 155 Menschen, darunter auch viele Kinder und Jugendliche.

Kleinere Unglücksfälle sind in den Unterartikeln von Katastrophe und in der Liste von Katastrophen aufgeführt.

### Sport
- 2000: Lennox Lewis gewinnt seinen Boxkampf um den Weltmeistertitel im Schwergewicht gegen David Tua in Mandalay Bay, Las Vegas.

Einträge von Leichtathletik-Weltrekorden befinden sich unter der jeweiligen Disziplin unter Leichtathletik.

## Geboren

### Vor dem 16. Jahrhundert

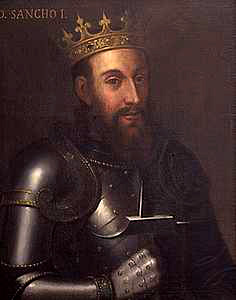
Sancho I. von Portugal (* 1154)
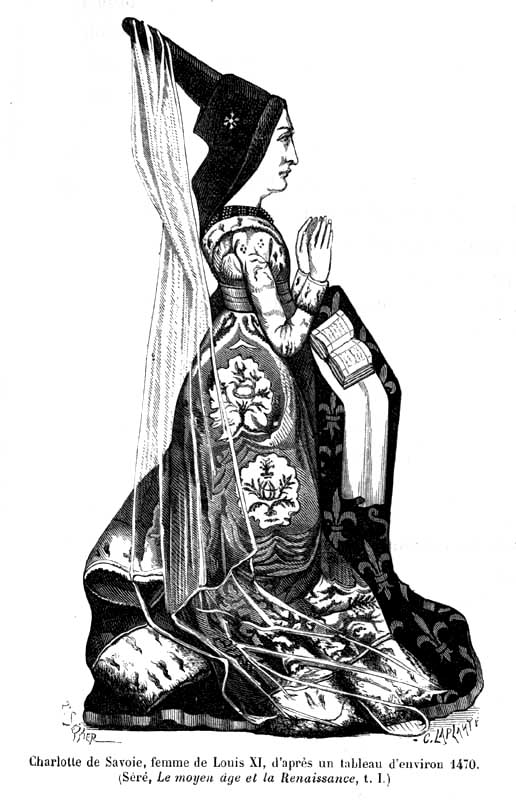
Charlotte von Savoyen (* 1441)
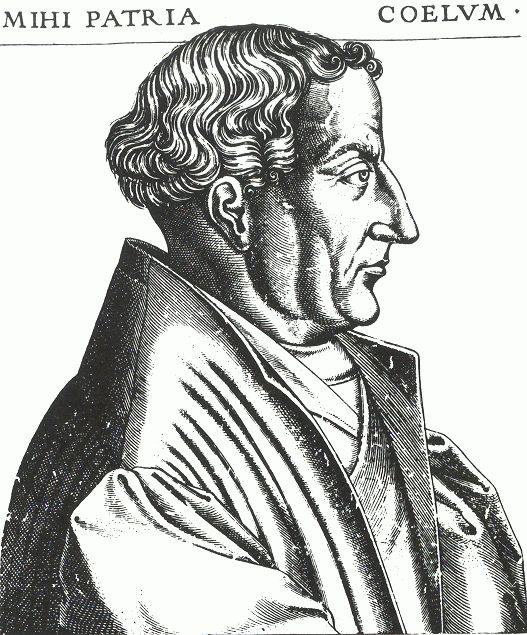
Martin Bucer (* 1491)

- 1050: Heinrich IV., deutscher König und Kaiser des Heiligen Römischen Reiches
- 1154: Sancho I., portugiesischer König
- 1155: Alfons VIII., König von Kastilien
- 1220: Alfons von Poitiers, Graf von Poitou, Graf von Toulouse und Markgraf der Provence
- 1232: Håkon Håkonsson unge, König von Norwegen
- 1289: Nicholas Audley, 2. Baron Audley of Heleigh, englischer Magnat
- 1328: Roger Mortimer, 2. Earl of March, englischer Heerführer
- 1372: John Hastings, 3. Earl of Pembroke, englischer Adeliger
- 1430: Jost II. von Rosenberg, böhmischer Bischof und Prior
- 1441: Charlotte von Savoyen, französische Königin
- 1449: Katharina von Podiebrad, Königin von Ungarn
- 1473: Martin von Baumgartner, Tiroler Bergwerksbesitzer und Palästinafahrer
- 1481: Christoph Scheurl, deutscher Jurist, Diplomat und Humanist
- 1491: Martin Bucer, deutscher Reformator
- 1493: Bernardo Tasso, italienischer Dichter

### 16. und 17. Jahrhundert
- 1507: Petrus Medmann, deutscher Theologe und Diplomat
- 1513: Stanisław Orzechowski, polnischer Theologe
- 1536: Marcantonio Memmo, 91. Doge von Venedig
- 1545: Kaspar von Fürstenberg, kurkölnischer Drost und Kurmainzer Amtmann, Landdrost
- 1548: Martin Brenner, Fürstbischof von Seckau
- 1551: Giovanni I. Corner, Doge von Venedig
- 1579: Frans Snyders, flämischer Maler
- 1588: Martin Trost, deutscher Orientalist
- 1592: Erik Eriksson Ryning, schwedischer Admiral
- 1599: Ottavio Piccolomini, italienischer Adliger und Feldherr
- 1600: Maria Felicia Orsini, Herzogin von Montmorency
- 1611: Christian Lehmann, deutscher Chronist und Pfarrer
- 1612: August Philipp, Herzog von Oldenburg und Schleswig-Holstein-Sonderburg-Beck
- 1633: George Savile Halifax, britischer Politiker und Schriftsteller
- 1642: André-Charles Boulle, französischer Möbeltischler
- 1647: Johann Wilhelm Baier, deutscher evangelischer Theologe
- 1653: Anton Günther, Prinz von Anhalt-Zerbst und preußischer Generalleutnant
- 1653: Carlo Ruzzini, 113. Doge von Venedig
- 1657: Guido von Starhemberg, österreichischer Offizier, kaiserlicher Feldmarschall
- 1658: James Douglas-Hamilton, 4. Duke of Hamilton, schottisch-britischer Adeliger
- 1659: Johann Gottfried von Berger, deutscher Mediziner
- 1661: Johann Friedrich Macrander, deutscher Orgelbauer
- 1664: Heinrich Leonhard Schurzfleisch deutscher Jurist, Historiker und Bibliothekar
- 1668: Johann Albert Fabricius, deutscher klassischer Philologe
- 1678: Benedikt von Ahlefeldt, Gutsherr der holsteinischen Güter Jersbek und Stegen
- 1680: Nicolaus Seeber, deutscher Orgelbauer, Komponist und Lehrer
- 1699: Natalja Fjodorowna Lopuchina, baltische Gouverneurstochter am russischen Hof

### 18. Jahrhundert

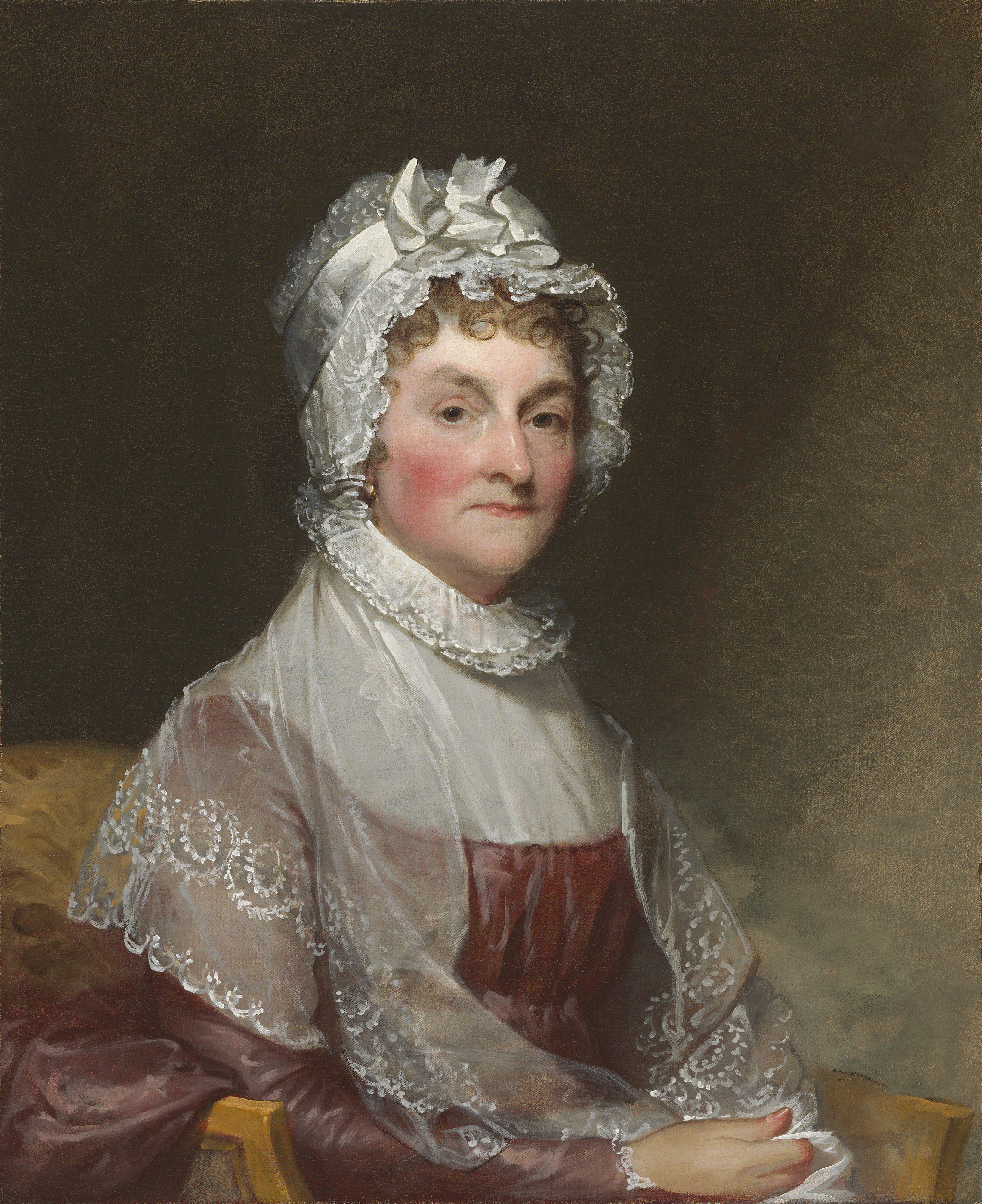
Abigail Adams (* 1744)

- 1706: Friedrich Wilhelm II., Fürst von Nassau-Siegen
- 1709: Johann Peter Benkert, Hofbildhauer in Bamberg und Gastwirt in Potsdam
- 1711: Stepan Petrowitsch Krascheninnikow, russischer Entdecker und Geograph
- 1719: Rambaldo degli Azzoni Avogaro, italienischer katholischer Geistlicher, Heimatforscher und Numismatiker
- 1720: Franz Bernhard von Keeß, österreichischer Jurist und Dirigent
- 1722: Christlob Mylius, deutscher Schriftsteller
- 1723: Johann Jacob Stahel, deutscher Buchhändler und Buchdrucker
- 1724: Heinrich Carl Brandt, österreichischer Maler
- 1729: Louis Antoine de Bougainville, französischer Seefahrer und Schriftsteller
- 1734: František Martin Pelcl, tschechischer Schriftsteller, Historiker und Philologe

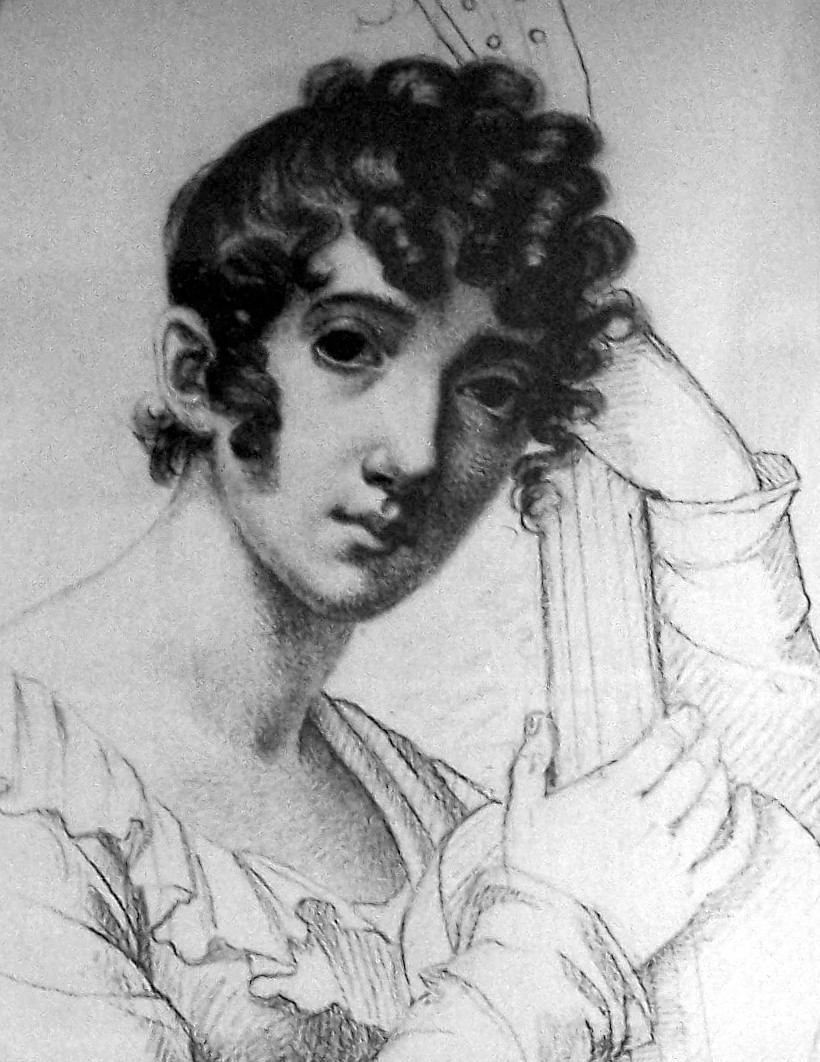
Caroline Bardua (* 1781)

- 1741: Martin Anton Seltenhorn, deutscher Kirchenmaler
- 1743: Carl Peter Thunberg, schwedischer Mediziner und Naturforscher
- 1744: Abigail Adams, US-amerikanische First Lady
- 1748: Karl IV., König von Spanien
- 1749: Caspar Josef Carl von Mylius, Kölner Patrizier, Soldat in österreichischen Diensten
- 1753: Félix María Calleja del Rey, spanischer Feldherr und Vizekönig von Neuspanien
- 1756: Josef Martin Hurka, tschechischer Komponist und Cellist
- 1758: Caleb P. Bennett, US-amerikanischer Politiker
- 1760: Landolin Ohmacht, deutscher Bildhauer
- 1761: Filippo Buonarroti, italienisch-französischer Politiker und Publizist
- 1764: Ernst Ludwig Wilhelm von Dacheröden, deutscher Beamter
- 1766: Carl Heinrich Wilhelm Anthing, deutscher Offizier
- 1766: Edmé-Martin Vandermaesen, französischer General
- 1767: Bernhard Romberg, deutscher Cellist und Komponist
- 1768: Asaf Jah III., indischer Fürst
- 1772: Carl Friedrich Hagemann, österreichischer Bildhauer
- 1772: August Hiller von Gaertringen, preußischer General
- 1774: Martin von Dunin, Erzbischof von Gnesen und Posen
- 1775: Jean-Guillaume Audinet-Serville, französischer Entomologe
- 1781: Caroline Bardua, deutsche Malerin und Salonnière
- 1781: Ludwig Gustav von Thile, deutscher General und Chef des Militärkabinetts
- 1785: Diponegoro, javanesischer Freiheitskämpfer
- 1787: Michail Wielhorski, russischer Komponist, Cellist und Mäzen
- 1789: Pietro Tenerani, italienischer Bildhauer
- 1790: Elise Ruepp, Schweizer Pionierin der Frauen- und Lehrerinnenbildung
- 1791: Josef Munzinger, Schweizer Politiker
- 1795: John Neergaard, norwegischer Politiker
- 1795: Moritz Heinrich Romberg, deutscher Neurologe
- 1798: Friedrich Goldenberg, deutscher Paläobotaniker und Paläo-Entomologe
- 1799: Charles Bent, US-amerikanischer Politiker

### 19. Jahrhundert

#### 1801–1850
- 1809: Francesco Anzani, italienischer Offizier und Freiheitskämpfer
- 1816: August Wilhelm Ambros, österreichischer Musikkritiker und Komponist

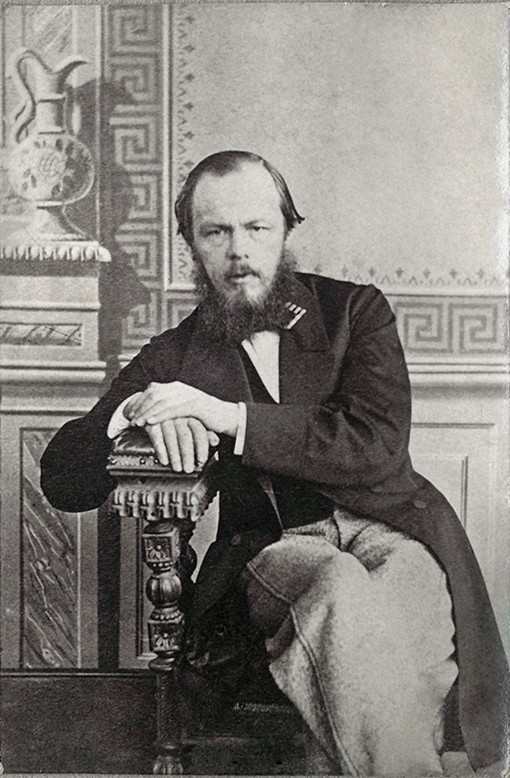
Fjodor Dostojewski (* 1821)

- 1818: Johann Christian Ott, Schweizer Kaufmann, Beamter und Dichter
- 1821: Fjodor Dostojewski, russischer Schriftsteller
- 1823: Jakob Amsler-Laffon, Schweizer Mathematiker, Physiker, Ingenieur und Fabrikant

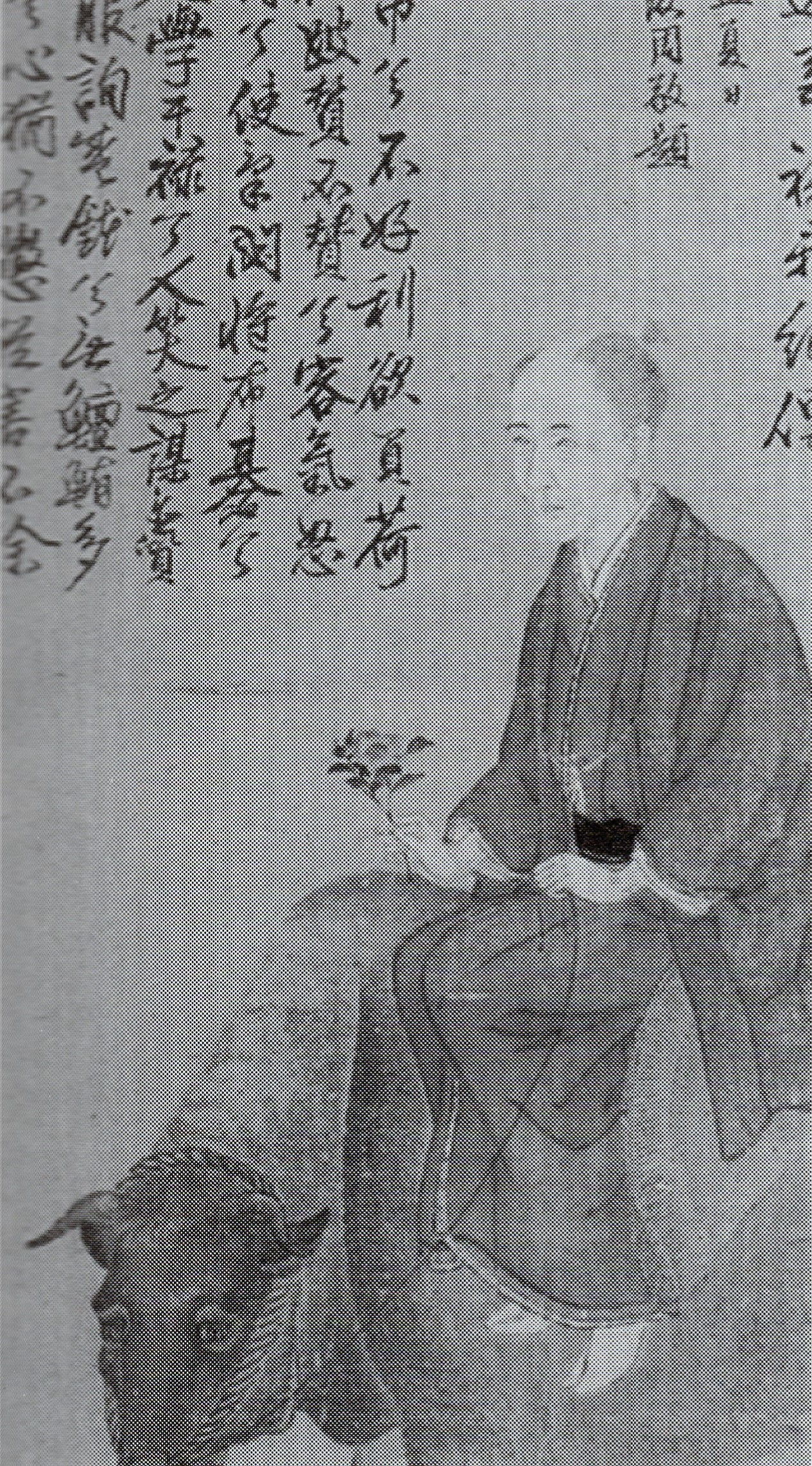
Takaba Osamu (* 1831)

- 1826: Johann Nepomuk Martin von Appel, österreichischer Geheimer Rat, Teresienritter, General der Kavallerie, Kommandierender General im Banat, Landeschef von Bosnien-Herzegowina und Oberstinhaber des Infanterieregiments
- 1831ː Takaba Osamu, japanische Ärztin, Konfuzianerin, Erzieherin
- 1834: Paul Eduard Richard Sohn, deutscher Maler
- 1835: Matthías Jochumsson, isländischer Dichter
- 1837: Oskar Appelius, deutscher Architekt
- 1837: Arthur Grottger, polnischer Maler und Zeichner
- 1839: Karl von Stünzner, preußischer General
- 1842ː Alexandra Wassiljewna Schukowskaja, russische Hofdame
- 1846: Theodor Haarbeck, deutscher Theologe
- 1846: Anna Katharine Rohlfs, US-amerikanische Schriftstellerin
- 1847: Marie Andree-Eysn, österreichische Volkskundlerin, Botanikerin und Sammlerin
- 1848: Hans Delbrück, deutscher Historiker und Politiker, MdR
- 1848: Gustav Karpeles, deutscher Publizist und Literaturhistoriker
- 1848: Sinowi Roschestwenski, russischer Admiral
- 1850: Angel Kantschew, bulgarischer Revolutionär und Freiheitskämpfer

#### 1851–1900
- 1852: Franz Conrad von Hötzendorf, österreichischer Feldmarschall
- 1852: Otto Elster, deutscher Journalist, Historiker, Schriftsteller und Politiker
- 1852: Yamamoto Gonnohyōe, japanischer Admiral und Premierminister
- 1854: William Yates Atkinson, US-amerikanischer Politiker, Gouverneur von Georgia
- 1857: Nathan Stein, deutscher Richter
- 1861: Leopold Adametz, österreichischer Tierzucht- und Vererbungsforscher
- 1863: Paul Signac, französischer Maler
- 1864: Carl Blankenstein, deutscher Theaterschauspieler und Hörspielsprecher

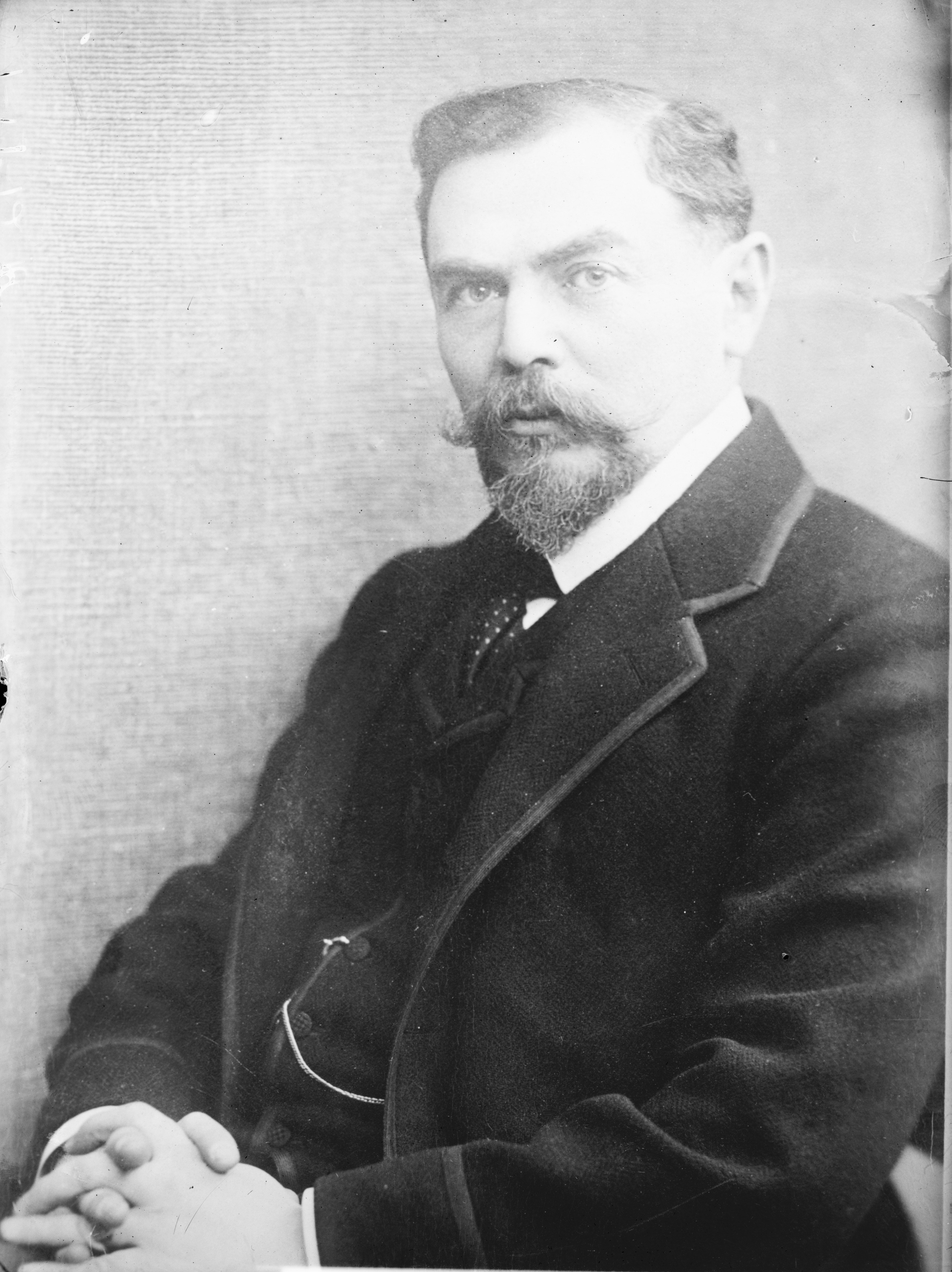
Alfred Hermann Fried (* 1864)

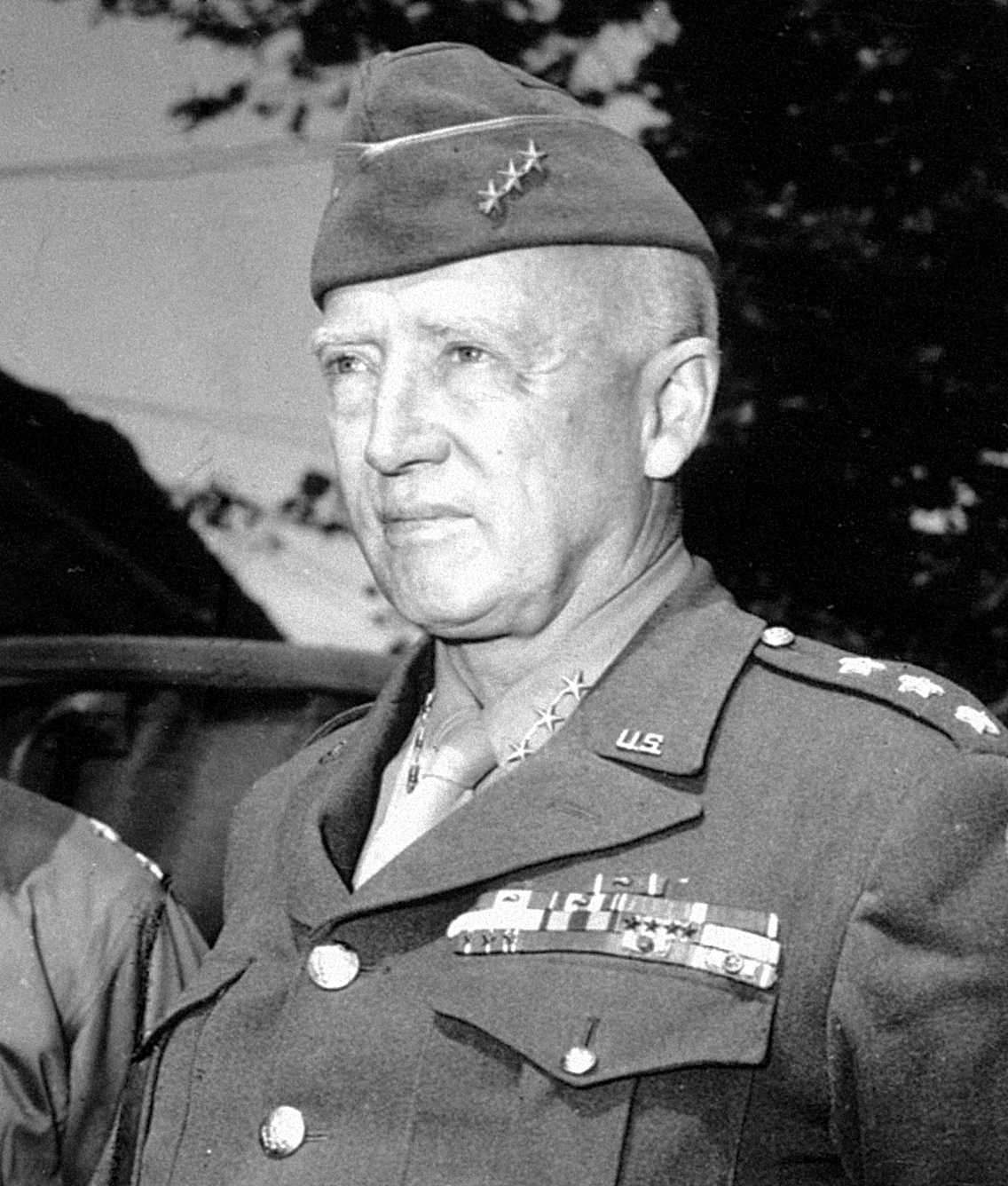
George S. Patton (* 1885)

- 1864: Alfred Hermann Fried, österreichischer Pazifist und Publizist, Nobelpreisträger
- 1864ː Julie Elsbeth von Paul, deutsche Malerin
- 1866: Antoine Meillet, französischer Sprachwissenschaftler
- 1867: Walter Goetz, deutscher Historiker und Politiker, MdR
- 1868: Édouard Vuillard, französischer Maler des Symbolismus
- 1869: Viktor Emanuel III., italienischer König und Kaiser von Äthiopien
- 1871: Leopold Kunschak, österreichischer Politiker, Abgeordneter zum Reichs- und Nationalrat, Mitglied der Konstituierenden Nationalversammlung, Mitglied des Staatsrates
- 1872: Maude Adams, US-amerikanische Theaterschauspielerin
- 1874: Henriette Arendt, erste deutsche Polizistin
- 1875: Vesto Slipher, US-amerikanischer Astronom
- 1875: Dorothy Vernon, US-amerikanische Schauspielerin
- 1876ː Amelie Breling, deutsche Keramikerin, Bildhauerin und Malerin
- 1878: Dankwart Ackermann, deutscher Physiologe und Chemiker
- 1879: Reinhard Machold, österreichischer Politiker, provisorischer Landeshauptmann der Steiermark
- 1879: Ludolf Malten, deutscher Altphilologe und Religionswissenschaftler
- 1880: Alexander Behm, deutscher Physiker, Erfinder des Echolots für Wasser- und Luftfahrzeuge
- 1880ː Tilli Heuser, deutsche Kinderdarstellerin und Theaterschauspielerin

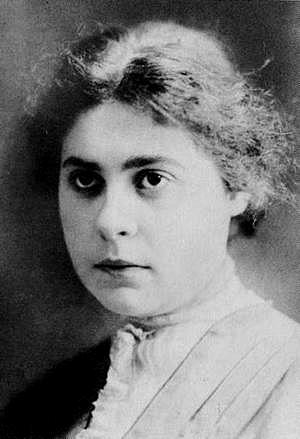
Lilya Brik (* 1891)

- 1882: Gustav VI. Adolf, schwedischer König
- 1882: Viggo Kihl, kanadischer Pianist und Musikpädagoge
- 1882: Theodor Roeingh, deutscher Landwirt und Politiker, MdL, MdR
- 1883: Ernest Ansermet, Schweizer Dirigent und Komponist
- 1885: George S. Patton, US-amerikanischer General
- 1888: Johannes Itten, Schweizer Maler
- 1888: Fred Offenhauser, US-amerikanischer Automobilingenieur und Mechaniker
- 1888: Marie Quincke, deutsche Pädagogin und Frauenrechtlerin
- 1889: Johnny Aubert, schweizerischer Pianist
- 1889: Kubota Mantarō, japanischer Schriftsteller
- 1891ː Lilja Jurjewna Brik, sowjetische Filmregisseurin und Bildhauerin
- 1892: Duarte Monteverde Abecasis, portugiesischer Ingenieur
- 1893: Paul von Guilleaume, deutscher Automobilrennfahrer und Motorsportfunktionär
- 1893: Paul van Zeeland, belgischer Politiker, Premier- und Außenminister
- 1895: Wealthy Babcock, US-amerikanische Mathematikerin
- 1895: Suzy Prim, französische Schauspielerin
- 1897: Gordon Allport, US-amerikanischer Psychologe
- 1898: René Clair, französischer Filmregisseur
- 1898: Hugo Makibi Enomiya-Lassalle, deutscher Jesuit und Zen-Meister
- 1899: Pat O’Brien, US-amerikanischer Schauspieler

### 20. Jahrhundert

#### 1901–1925
- 1901: Magda Goebbels, Ehefrau von Joseph Goebbels
- 1901: Richard Lindner, US-amerikanischer Maler
- 1901: Sam Spiegel, US-amerikanischer Filmproduzent
- 1904: Erna Raupach-Petersen, deutsche Volksschauspielerin
- 1906: Georg Aumann, deutscher Mathematiker
- 1908: Serafín Aedo, spanischer Fußballspieler
- 1908: Karl Bosl, deutscher Historiker
- 1908: Martin Held, deutscher Schauspieler

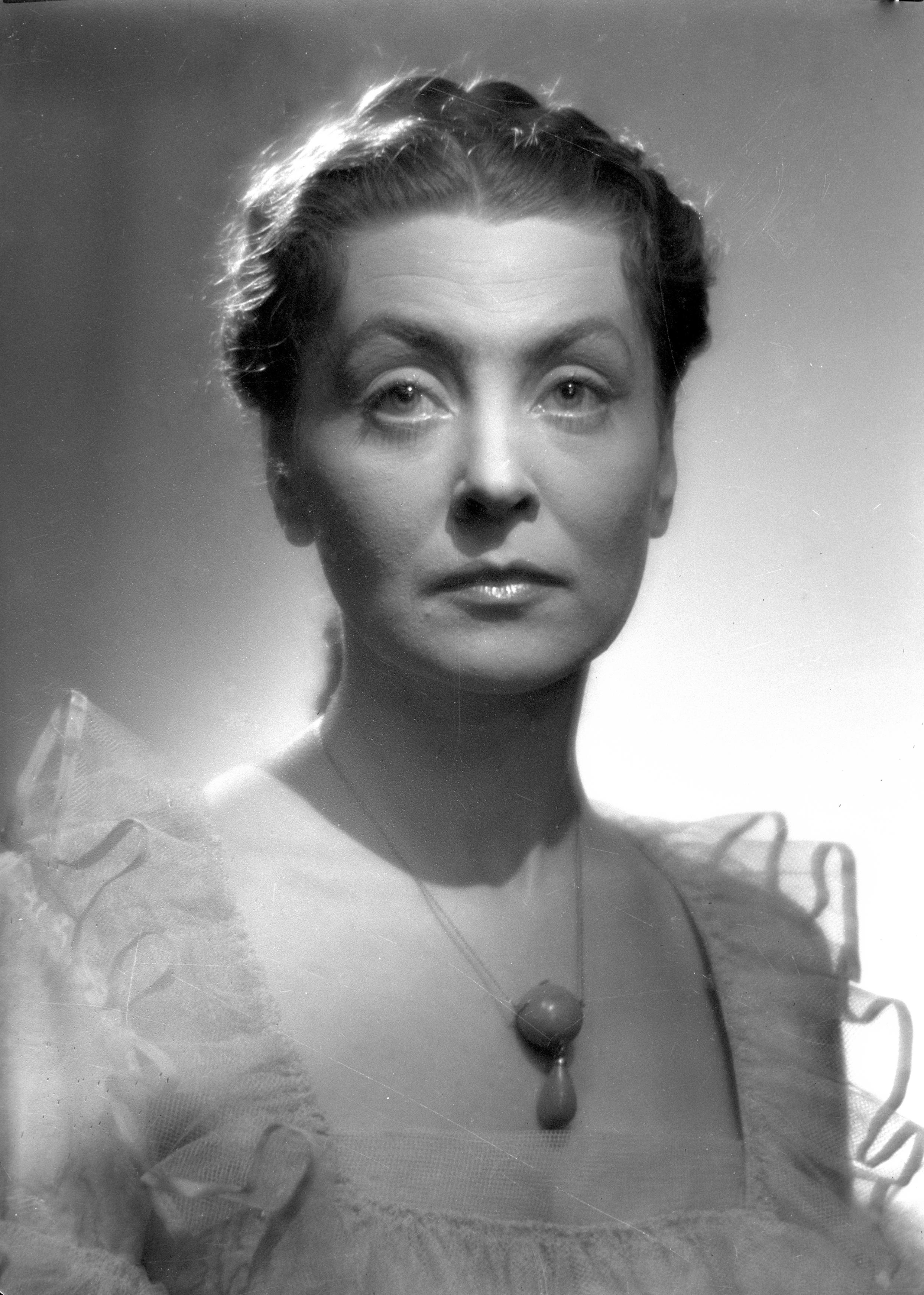
Nina Andrycz (* 1912)

- 1908: Josefine Ollmann, deutsche Altersrekordlerin
- 1909: Walter Faller, deutscher Politiker, MdB, MdEP
- 1909: Robert Ryan, US-amerikanischer Schauspieler
- 1909: Piero Scotti, italienischer Automobilrennfahrer
- 1910: Carl Alvar Wirtanen, US-amerikanischer Astronom
- 1910: Henri Senfftleben, französischer Automobilrennfahrer
- 1911: Hans Bothmann, deutscher SS-Offizier und Leiter des Vernichtungslagers Chelmno, Kriegsverbrecher
- 1911: Alfred Fane, britischer Automobilrennfahrer und Flieger
- 1911: Roberto Matta, chilenischer Maler und Bildhauer
- 1911: Paul Rolland, US-amerikanischer Musikpädagoge und Bratschist
- 1912: Nina Andrycz, polnische Schauspielerin und Schriftstellerin
- 1913: Käthe Braun, deutsche Schauspielerin
- 1914: Howard Fast, US-amerikanischer Schriftsteller
- 1915: Sidney Charles Bartholemew Gascoigne, australischer Astronom
- 1915: Bernhard Heiliger, deutscher Bildhauer
- 1915: Eino Olkinuora, finnischer Skilangläufer
- 1916: Wilhelm Stäglich, deutscher Richter und Revisionist
- 1917: Sepp Arnemann, deutscher Cartoonist
- 1917: Ilse Steppat, deutsche Schauspielerin
- 1917: Julien-François Zbinden, Schweizer Komponist und Jazzpianist
- 1918: Jürg Baur, deutscher Komponist
- 1918ː Louise Tobin, US-amerikanische Sängerin
- 1919: Wolfgang Döring, deutscher Politiker, MdL, MdB
- 1920: Roy Harris Jenkins, britischer Politiker
- 1920: Walter Krupinski, deutscher Jagdflieger, General der Bundeswehr
- 1920: Arthur Ringwalt Rupley, US-amerikanischer Politiker
- 1921: Bruno Banducci, US-amerikanischer American-Football-Spieler
- 1921: Terrel Bell, US-amerikanischer Politiker
- 1922: Luitpold Schuhwerk, deutscher Dichter, Kunstmaler und bayerischer Heimatforscher
- 1922: Kurt Vonnegut, US-amerikanischer Schriftsteller
- 1923: Jorge Arias Gómez, salvadorianischer Autor
- 1923: Roger Masson, französischer Automobilrennfahrer und Landwirt
- 1923ː Maria Carlota Quintanilha, portugiesische international anerkannte Architektin
- 1924: Andrzej Łapicki, polnischer Schauspieler und Regisseur
- 1925: Oscar Asboth, ungarischer Maler
- 1925: Giacomina Castagnetti, italienische Widerstandskämpferin und Zeitzeugin
- 1925: John Guillermin, britischer Regisseur
- 1925: Jan Simons, kanadischer Sänger und Gesangspädagoge
- 1925: Jonathan Winters, US-amerikanischer Schauspieler

#### 1926–1950

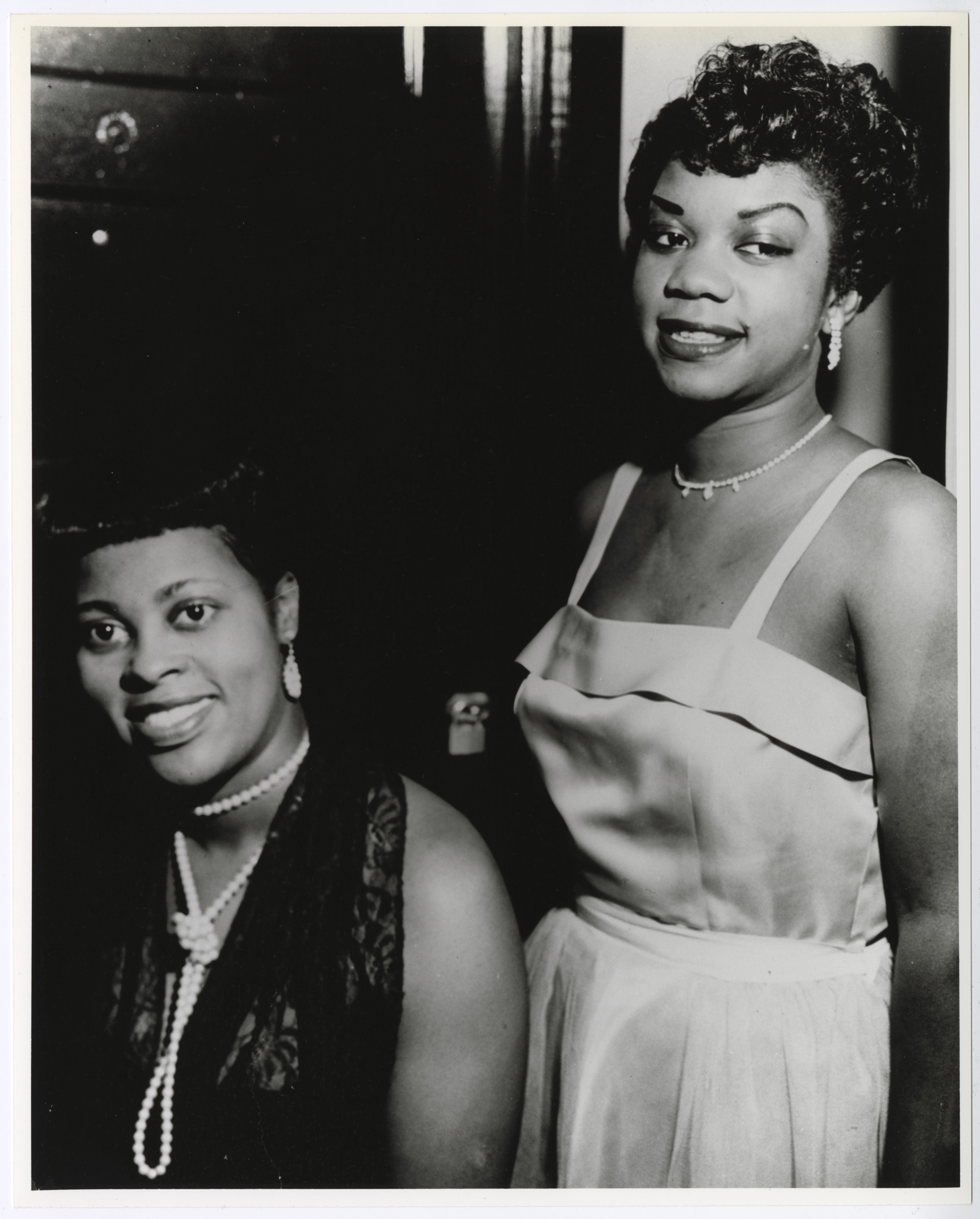
Rechtsː Ernestine Anderson (* 1928)

- 1926: Harry Arlt, deutscher Fußballspieler
- 1926: Noah Gordon, US-amerikanischer Schriftsteller
- 1926: Hannelore Greve, deutsche Unternehmerin und Mäzenatin
- 1927: Luigi Malerba, italienischer Schriftsteller
- 1928: Ernestine Irene Anderson, US-amerikanische Jazz- und Blues-Sängerin
- 1928: Arthur Cunningham, US-amerikanischer Komponist
- 1928: Carlos Fuentes, mexikanischer Schriftsteller

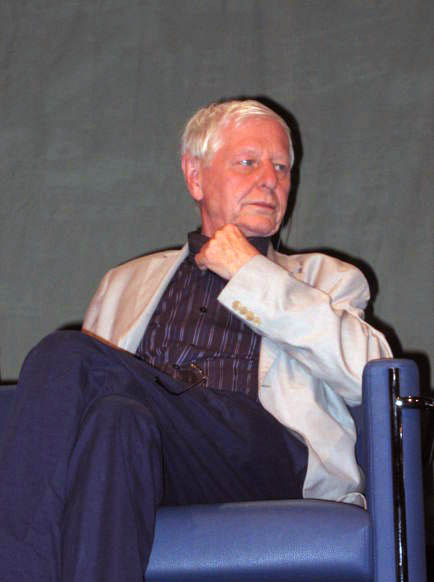
Hans Magnus Enzensberger (* 1929)

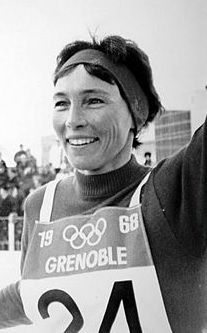
Alevtina Kolchina (* 1930)

- 1929: Ida Applebroog, US-amerikanische Bildhauerin und Malerin
- 1929: Hans Magnus Enzensberger, deutscher Dichter, Schriftsteller und Redakteur
- 1929: LaVern Baker, US-amerikanische Sängerin
- 1930: Mildred Dresselhaus, US-amerikanische Physikerin
- 1930: Alewtina Koltschina, sowjetische Skilangläuferin
- 1932: Fanizani Akuda, simbabwischer Bildhauer
- 1933: Edgar Bessen, deutscher Schauspieler
- 1933: Martino Finotto, italienischer Automobilrennfahrer
- 1933: Jerzy Grotowski, polnischer Regisseur und Theatertheoretiker
- 1933: Keiko Ikeda, japanische Kunstturnerin
- 1933ː Rosa Regàs, spanische Schriftstellerin
- 1933: Miriam Tlali, südafrikanische Schriftstellerin
- 1933: Hans Uhlmann, Schweizer Politiker
- 1934: Margarethe Bacher, deutsche Spitzenköchin
- 1934: Ruth Jecklin, Schweizer Schauspielerin
- 1934: Cornelia Schmalz-Jacobsen, deutsche Politikerin
- 1934: Hermann Sodermanns, deutscher Fußballspieler
- 1935: Bibi Andersson, schwedische Schauspielerin
- 1935: Ikue Asazaki, japanische Sängerin
- 1935: Manfred Schiek, deutscher Motorrad- und Automobilrennfahrer
- 1935: Raymund Schwager, Schweizer Theologe und Jesuit
- 1936: Susan Kohner, US-amerikanische Schauspielerin
- 1937: Vittorio Brambilla, italienischer Motorrad- und Automobilrennfahrer
- 1937: André Brugiroux, französischer Globetrotter und Schriftsteller
- 1938: Ants Antson, sowjetischer Eisschnellläufer und estnischer Sportfunktionär
- 1938: Annemarie Assmann, deutsche Schauspielerin und Hörspielsprecherin
- 1938: Narvel Felts, US-amerikanischer Country- und Rockabilly-Musiker
- 1938ː Gemma Hussey, irische Politikerin
- 1938: Mary Mallon, irischstämmige US-Amerikanerin, bekannt als Typhoid Mary (Typhus-Mary)
- 1938: Lloyd Miller, US-amerikanischer Musiker und Musikethnologe, Pionier des Ethno-Jazz
- 1938: Heinz Pütz, Schweizer Sportjournalist und Fernsehmoderator
- 1940: Barbara Boxer, US-amerikanische Politikerin

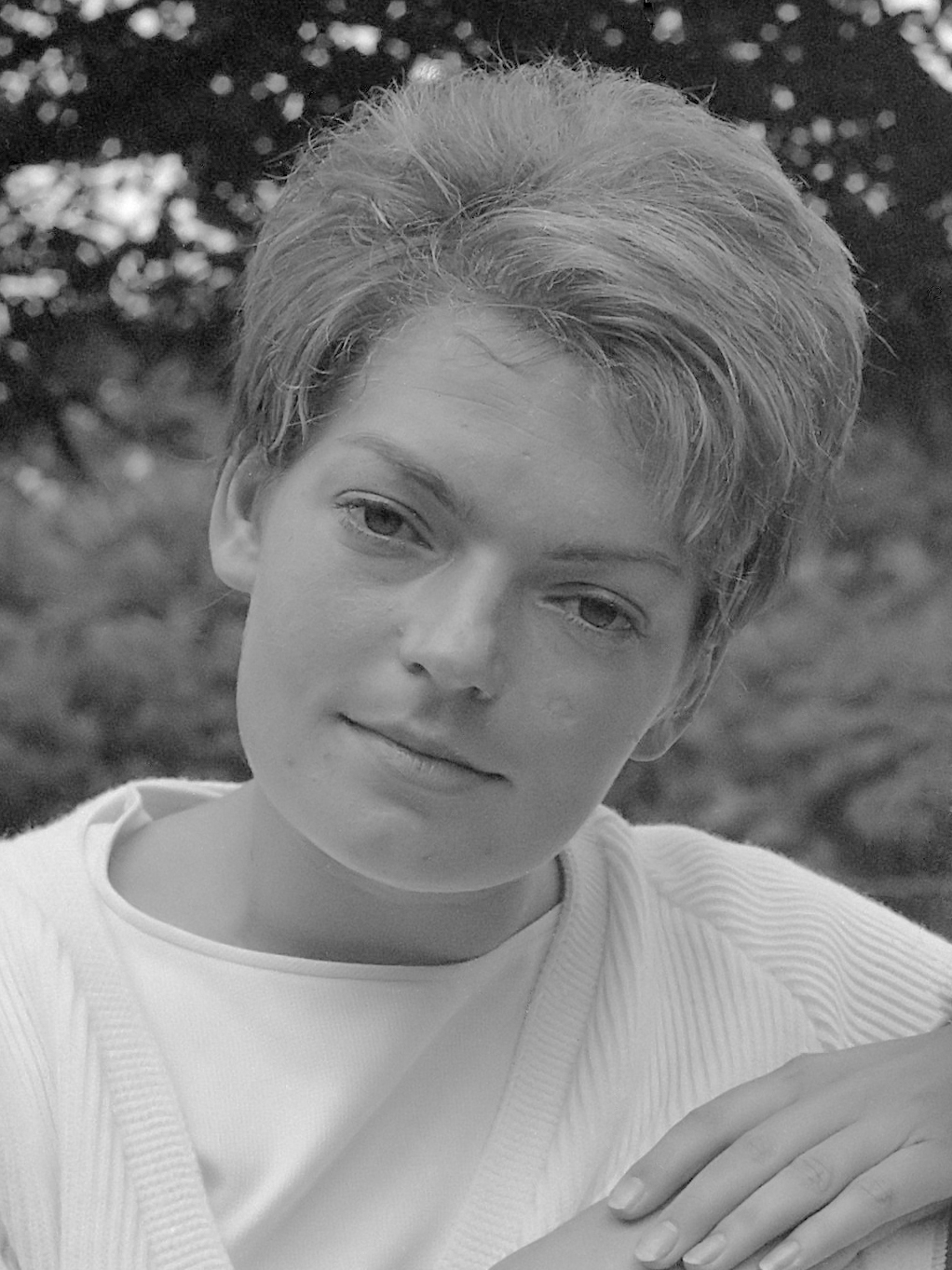
Helga Masthoff (* 1941)

- 1940: Mario Pavone, US-amerikanischer Jazzbassist
- 1940: Jacob Stickelberger, Schweizer Liedermacher und Rechtsanwalt
- 1941: William Arthur Adcocks, britischer Marathonläufer
- 1941: Helga Masthoff, deutsche Tennisspielerin
- 1941: Gérard Vial, Schweizer Automobilrennfahrer
- 1942: Rolf Schübel, deutscher Regisseur
- 1943: Peter Bernhard, Schweizer Automobilrennfahrer
- 1943: Uwe Kröger, deutscher Fernsehjournalist
- 1943ː Lourdes Portillo, US-amerikanische Filmproduzentin, Regisseurin und Drehbuchautorin
- 1944: Kemal Sunal, türkischer Schauspieler
- 1945: Helmut Kangulohi Angula, namibischer Politiker und Autor

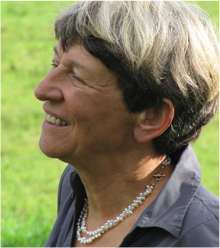
Cristina Perincioli (* 1946)

- 1945: Andrzej Bieżan, polnischer Komponist und Pianist
- 1945: Daniel Ortega, nicaraguanischer Staatspräsident
- 1946: Al Holbert, US-amerikanischer Automobilrennfahrer
- 1946ː Cristina Perincioli, Schweizer Regisseurin, Autorin, Produzentin, LGBT-Aktivistin
- 1946: Andreas Reimann, deutscher Schriftsteller und Grafiker
- 1946: Klaus-Peter Stein, deutscher Fußballspieler
- 1947: Xuan Ai, chinesischer Maler
- 1947: Ruedi Baumann, Schweizer Politiker und Bauer
- 1947: Trevor Ferguson, kanadischer Schriftsteller und Dramatiker
- 1947: René Harris, nauruischer Politiker
- 1947: Paul Pribbernow, deutscher Karikaturist
- 1948: Wolfgang Schmid, deutscher Bassgitarrist, Komponist und Produzent
- 1948: Bertrand Stern, deutscher Autor
- 1949: Robert Dietz, deutscher Eistänzer
- 1950: Dagobert Cahannes, Schweizer Sportreporter
- 1950ː Ilona Lagrene, deutsche Bürgerrechtsaktivistin, Frauenrechtlerin und Autorin
- 1950: Jim Peterik, US-amerikanischer Rockmusiker (Survivor)

#### 1951–1975
- 1951: Kim Peek, US-amerikanischer autistischer Inselbegabter, lieferte die Inspiration zum Film Rain Man
- 1951: Christian W. Schenk, deutscher Arzt, Dichter, Übersetzer, Verleger aus der Gruppe der Siebenbürger Sachsen
- 1952: Lothar Angermund, deutscher Fußballspieler
- 1952: Mohan Patel, neuseeländischer Hockeyspieler, Olympiasieger
- 1952: Gertrude Tumpel-Gugerell, österreichische Bankdirektorin, stellvertretende Gouverneurin der ÖNB
- 1953: Jean-Pierre Le Roy, Schweizer Schauspieler
- 1953: Andy Partridge, britischer Musiker, Sänger und Songschreiber
- 1954: Horst Bender, deutscher Fußballspieler
- 1955: Buck Adams, US-amerikanischer Pornodarsteller und Regisseur
- 1955: Dave Alvin, US-amerikanischer Country- und Folk-Musiker
- 1955: Petra Ernstberger, deutsche Politikerin, MdB
- 1955: Martin Fischer, österreichischer Komponist
- 1955: Friedrich Merz, deutscher Bundeskanzler, Jurist, Politiker und Lobbyist, MdEP, MdB, Parteivorsitzender der CDU
- 1955: Jigme Singye Wangchuk, König von Bhutan
- 1955: Roland Tichy, deutscher Journalist und Publizist
- 1956: Ulrich Wetzel, deutscher Richter und TV-Darsteller (Das Strafgericht)
- 1956: José Luis Brown, argentinischer Fußballspieler
- 1956: Rudi Seher, deutscher Unternehmer und Automobilrennfahrer
- 1956: Vedran Smailović, bosnischer Cellist
- 1957: Anne-Marie Martin, kanadische Schauspielerin und Drehbuchautorin
- 1958: Bernd Pfarr, deutscher Maler und Cartoonist
- 1958: Scott Plank, US-amerikanischer Schauspieler
- 1959: Katja Flint, deutsche Schauspielerin
- 1959: Michael Pfeuti, Schweizer Kontrabassist
- 1959: Alfred Roscher, österreichischer Fußballspieler
- 1960: Lawrence Bayne, kanadischer Schauspieler
- 1960: Marcel Koller, Schweizer Fußballspieler und -trainer
- 1960: Mihail Lucian Popescu, rumänischer Eishockeyspieler
- 1961: Unda Hörner, deutsche Schriftstellerin
- 1961: Anne May, deutsche Bibliothekarin
- 1961: Pilo, deutscher Musiker, Musikproduzent und Theaterautor
- 1962: Tino Eisbrenner, deutscher Liedermacher, Theaterdarsteller, Komponist, Musikproduzent und Moderator
- 1962: Christine Haderthauer, deutsche Juristin und Politikerin, MdL, Generalsekretärin der CSU, Landesministerin
- 1962: Vlado Kasalo, kroatischer Fußballspieler
- 1962: Lloyd Langlois, kanadischer Freestyle-Skier
- 1962: Lázaro Martínez, kubanischer Sprinter

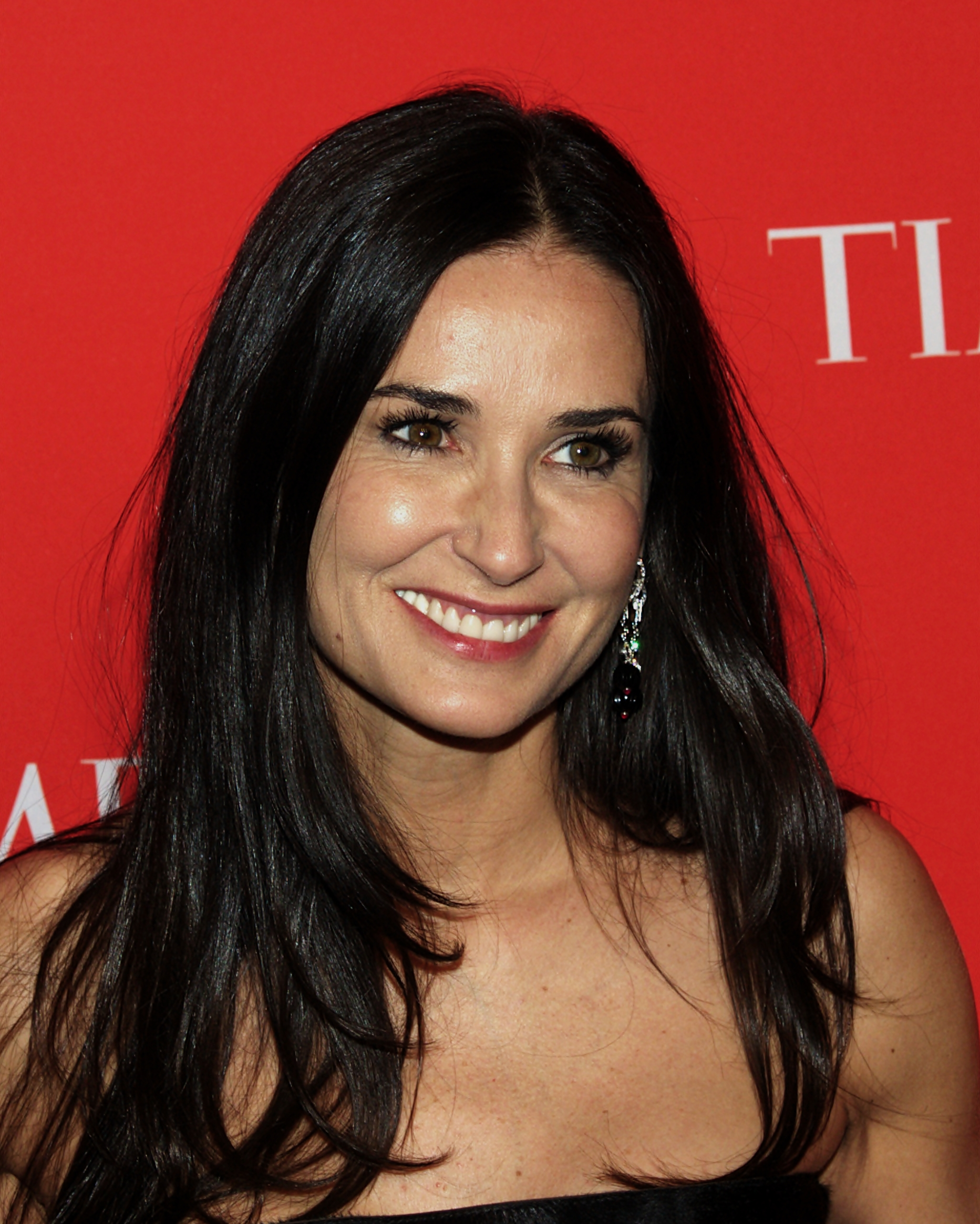
Demi Moore (* 1962)

- 1962: Demi Moore, US-amerikanische Filmschauspielerin und -produzentin
- 1962: James Morrison, australischer Multi-Instrumentalist
- 1963: Holger Winselmann, deutscher Handballspieler und -trainer
- 1964: Calista Flockhart, US-amerikanische Schauspielerin (Ally McBeal)
- 1965: Stefan Schwarzmann, deutscher Musiker
- 1966: Alison Doody, irische Schauspielerin
- 1967: Jim Boeven, deutscher Schauspieler
- 1967: Berivan Kaya, deutsche Schauspielerin
- 1968: Gorki Águila, kubanischer Punk-Rock-Musiker und Dissident
- 1968: Diego Fuser, italienischer Fußballspieler
- 1968: Gianluca Giraudi, italienischer Automobilrennfahrer
- 1968: Raymond Hecht, deutscher Leichtathlet
- 1968: Robert Palfrader, österreichischer Komödiant, Schauspieler und Autor
- 1968: Alfredo Alves Reinado, Freiheitskämpfer des osttimoresischen Widerstands gegen die indonesische Besatzung
- 1969: Konstantin Neven DuMont, deutscher Verleger
- 1969: Gary Powell, US-amerikanischer Schlagzeuger
- 1969: Kirsten Winkelmann, deutsche Schriftstellerin
- 1970: Marcus Ulbricht, deutscher Regisseur und Schauspieler
- 1970: Claudia Norberg, deutsche Unternehmerin und Reality-TV-Teilnehmerin
- 1971: David DeLuise, US-amerikanischer Schauspieler
- 1972: Siegfried Baumegger, österreichischer Schachspieler und -trainer
- 1972: Teeranun Chiangtha, thailändischer Badmintonspieler
- 1973: Booxy Aebi, Schweizer Musiker
- 1973: Şevval Sam, türkische Sängerin und Schauspielerin

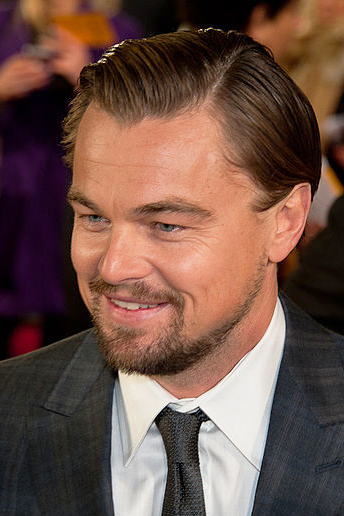
Leonardo DiCaprio (* 1974)

- 1974: Leonardo DiCaprio, US-amerikanischer Filmschauspieler
- 1974: Matthias Knop, deutscher Comedian und Moderator
- 1975: Josep Serrano, andorranischer Fußballspieler
- 1975: Angélica Vale, mexikanische Schauspielerin und Sängerin
- 1975: Martín Vitali, argentinischer Fußballspieler
- 1975: Patrick Wolff, deutscher Schauspieler

#### 1976–2000
- 1976: Alice Anderson, britische Künstlerin und Filmemacherin
- 1976: Leander Lichti, deutscher Schauspieler
- 1976: Mena Schemm-Gregory, deutsche Paläontologin
- 1977: Arianna Follis, italienische Skilangläuferin
- 1977: Lo Ka Chun, Hongkonger Automobilrennfahrer
- 1977: Maniche, portugiesischer Fußballspieler
- 1978: Erik Edman, schwedischer Fußballprofi
- 1978: Franco Marvulli, Schweizer Bahnradrennfahrer
- 1978: Jevgēņijs Saproņenko, lettischer Kunstturner
- 1979: Baptiste Amar, französischer Eishockeyspieler
- 1980: Papa Malick Ba, senegalesischer Fußballspieler
- 1980: Marian Meder, deutscher Schauspieler
- 1981: Guillaume von Luxemburg Erbgroßherzog von Luxemburg
- 1981: Raphael Gualazzi, italienischer Sänger und Pianist
- 1981: Justin Smiley, US-amerikanischer American-Football-Spieler
- 1982: Jochen Breyer, deutscher Fernsehmoderator
- 1982: Viktoria Gabrysch, deutsche Schauspielerin
- 1982: Hendrik Heutmann, deutscher Schauspieler
- 1983: Sola Aoi, japanische Pornodarstellerin
- 1983: Leon Benko, slowakischer Fußballspieler
- 1983: Arouna Koné, ivorischer Fußballspieler

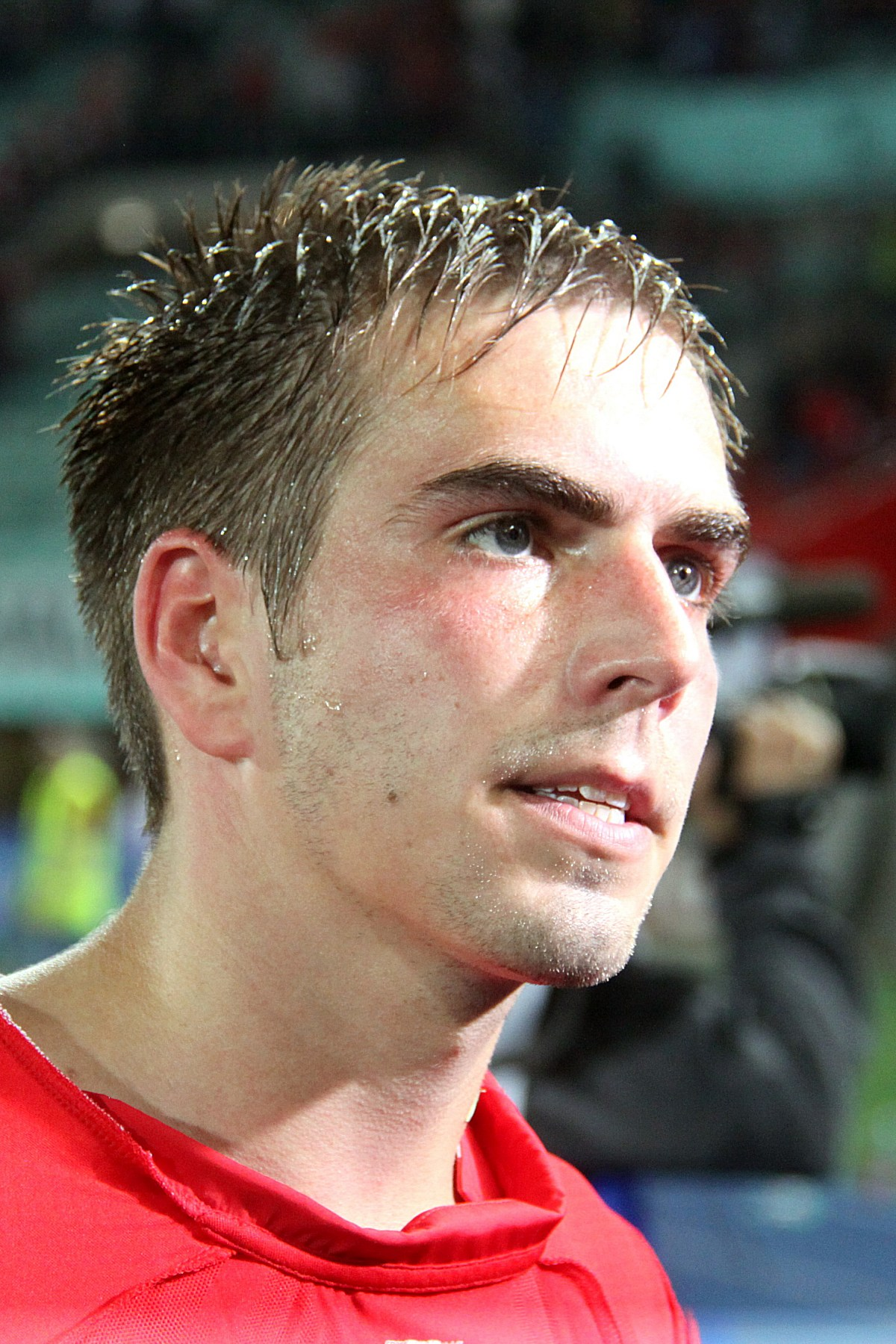
Philipp Lahm (* 1983)

- 1983: Philipp Lahm, deutscher Fußballspieler, Weltmeister
- 1983: Hironobu Yasuda, japanischer Automobilrennfahrer
- 1984: Hilton Armstrong, US-amerikanischer Basketballspieler
- 1984: Julian Theobald, deutscher Automobilrennfahrer
- 1985: Bennard Yao Kumordzi, ghanaischer Fußballspieler
- 1985: Kanybek Sagynbajew, kirgisischer Billardspieler
- 1986: Lydia Neumann, deutsche Fußballspielerin
- 1987: Verena Altenberger, österreichische Schauspielerin
- 1987: Lukas Krieger, deutscher Politiker, Mitglied des Bundestages
- 1988: David Depetris, slowakisch-argentinischer Fußballspieler
- 1988: Maximilian Schulze Niehues, deutscher Fußballspieler
- 1989: Martin Brandt, deutscher Handballspieler
- 1989: Oedo Kuipers, niederländischer Musicaldarsteller
- 1989: Paul Papp, rumänischer Fußballspieler
- 1989: Reina Tanaka, japanische Sängerin, Schauspielerin und Model
- 1989: Lewis Williamson, britischer Automobilrennfahrer
- 1990: Julian Koch, deutscher Fußballspieler
- 1990: Georginio Wijnaldum, niederländischer Fußballspieler
- 1991: Ace Sanders, US-amerikanischer American-Football-Spieler
- 1992: Emma Wiesner, schwedische Ingenieurin und Politikerin
- 1993: Milana Kozomara, bosnisch-herzegowinische Badmintonspielerin
- 1993: Jamaal Lascelles, englischer Fußballspieler
- 1993: Vicky Piria, italienische Automobilrennfahrerin
- 1994: Carina Dengler, deutsche Sängerin und Schauspielerin
- 1996: Gianluca Gaudino, deutscher Fußballspieler
- 1996: Nicklas Kappe, deutscher Politiker (CDU), Mitglied des Bundestages
- 1996: Dan Olaru, moldauischer Bogenschütze

### 21. Jahrhundert
- 2003: Mathew Anim Cudjoe, ghanaischer Fußballspieler
- 2005: Ben Doak, schottischer Fußballspieler
- 2005: Can Uzun, deutsch-türkischer Fußballspieler

## Gestorben

### Vor dem 16. Jahrhundert
- 0683: Yazid I., zweiter Kalif der Umayyaden

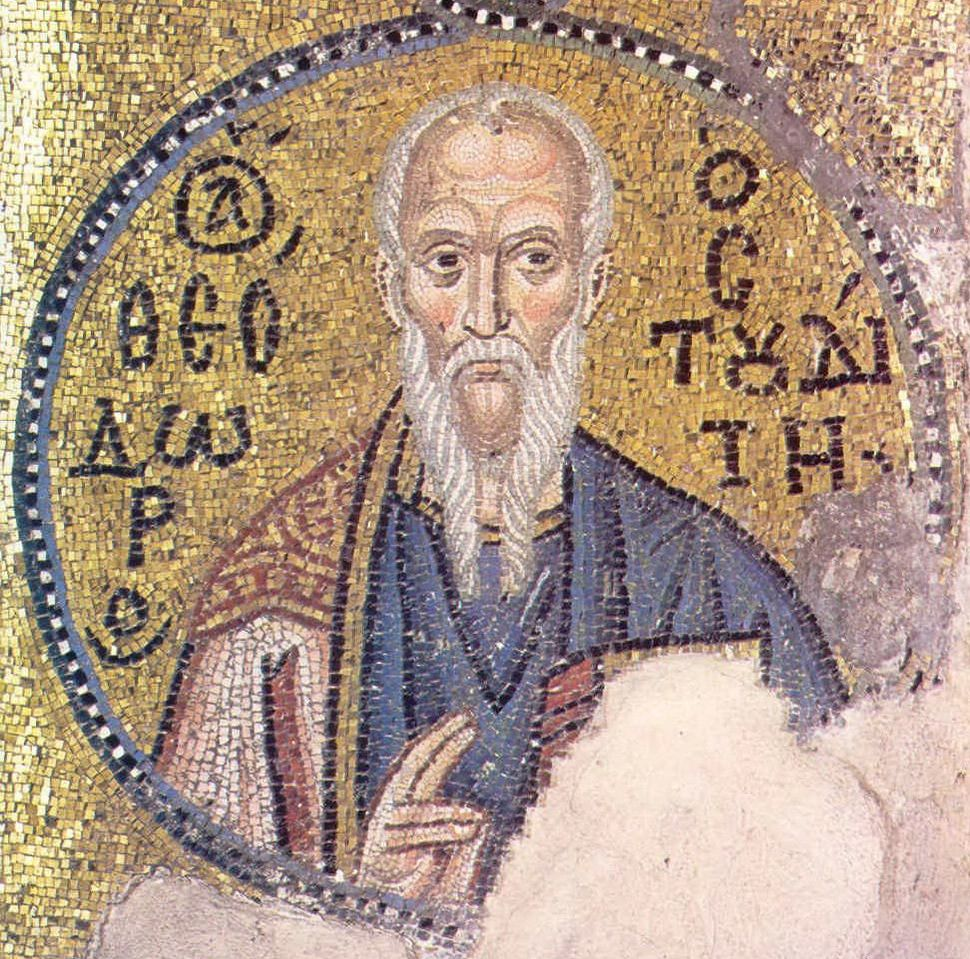
Theodor Studites († 826)

- 0826: Theodor Studites, Abt des Klosters Studion in Konstantinopel
- 0958: Fulko II., Graf von Anjou
- 1014: Werner von Walbeck, Graf von Walbeck und Markgraf der Nordmark
- 1028: Konstantin VIII., byzantinischer Kaiser
- 1048: Adalbert, Herzog von Lothringen
- 1078: Udo von Nellenburg, Erzbischof von Trier
- 1096: Werner I., dritter Sohn des Habsburgers Radbot

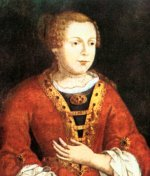
Theresia von Kastilien († 1130)

- 1130: Theresia von León, portugiesische Gräfin, Regentin und Königin
- 1157: Hongzhi Zhengjue, chinesischer Chan-Meister der Caodong-Schule
- 1184: Albert I. von Harthausen, Bischof von Freising
- 1242: Heinrich I. von Heisterbach, Abt des Klosters Heisterbach
- 1285: Peter III. von Aragón, König von Aragonien, Graf von Barcelona, König von Sizilien
- 1290: Qalawun, Sultan der Mameluken in Ägypten
- 1307: Heinrich III. von Anhalt, Fürst von Anhalt-Aschersleben, Erzbischof von Magdeburg
- 1319: Beatrix von Luxemburg, Königin von Ungarn
- 1322: Widekind von Grafschaft, deutscher Adeliger
- 1324: Heinrich VII., Graf von Schwarzburg-Blankenburg
- 1331: Stefan Uroš III. Dečanski, serbischer König von Raszien
- 1336: Eduard I., Graf von Bar
- 1339: Konrad Frumold, Regensburger Kaufmann und Ratsherr
- 1352: Agnes von Wittelsbach, Klarissin
- 1375: Edward le Despenser, 1. Baron le Despenser, englischer Adeliger und Militär
- 1405: Milica Hrebeljanović, Regentin von Serbien
- 1462: Anne de Lusignan, Herzogin von Savoyen
- 1464: Friedrich III. von Beichlingen, Erzbischof von Magdeburg
- 1467: Dschahan Schah, Herrscher der Qara Qoyunlu
- 1467: Heinrich IX., Herzog von Crossen, Freystadt und (halb) Glogau
- 1490: Sebastian I., Graf von Ortenburg

### 16. bis 18. Jahrhundert
- 1502: Hans Bär der Ältere, Basler Kaufmann und Wechsler
- 1504: Thomas Donatus, Patriarch von Venedig
- 1510: Bohuslaus Lobkowicz von Hassenstein, deutscher Humanist, Gelehrter und Dichter
- 1512: Wolfgang von Polheim, österreichischer Adeliger
- 1515: Dietrich Coelde, niederländischer Schriftsteller
- 1541: Federigo Fregoso, italienischer Geistlicher, Schriftsteller und Heerführer
- 1556: Francesco Alunno, italienischer Kalligraf, Lexikograf und Grammatiker
- 1561: Hans Tausen, dänischer Reformator, Bischof in Ribe
- 1563: Francesco Salviati, italienischer Maler
- 1569: Jean Babou, französischer Militär
- 1569: Daniel Rantzau, königlich-dänischer Feldhauptmann
- 1593: Albrecht, Graf von Nassau-Weilburg
- 1595: Lambert Daneau, französisch-schweizerischer Geistlicher und Hochschullehrer
- 1615: Abraham Suarinus, deutscher lutherischer Theologe
- 1623: Philippe Duplessis-Mornay, reformierter Theologe und Staatsmann
- 1638: Cornelis van Haarlem, niederländischer Maler
- 1649: Ellen Marsvin, einflussreiche Schwiegermutter des dänischen Königs Christian IV.
- 1661: David Ryckaert, flämischer Maler
- 1662: Otto von Senheim, deutscher kurfürstlicher Geistlicher
- 1673: Joachim Carstens, deutscher Jurist und Syndicus der Hansestadt Lübeck
- 1675: Tegh Bahadur, neunter Guru des Sikhismus
- 1677: Johann Weikhard von Auersperg, österreichischer Minister, Fürst von Auersperg, Reichsfürst von Tengen und Herzog von Münsterberg
- 1677: Barbara Strozzi, italienische Sängerin und Komponistin
- 1679: Rosina Schnorr, Unternehmerin im Erzgebirge
- 1681: Johannes Meisner, deutscher Theologe
- 1687: David Schedlich, deutscher Komponist
- 1703: Ivan Antun Zrinski, kroatischer Adeliger
- 1704: Johann Georg Knoll, deutscher Architekt und Baumeister
- 1715: Thomas Lennard, 1. Earl of Sussex, englischer Adliger und Politiker
- 1716: Adam Öhninger, deutscher Franziskaner und Orgelbauer
- 1722: Henri Duquesne, französischer Kapitän und Hugenotte
- 1727: Johann Andreas Eisenbarth („Doktor Eisenbarth“), deutscher Handwerkschirurg, Wundarzt und Starstecher
- 1733: Gabriel Cano de Aponte, spanischer Offizier, Gouverneur von Chile
- 1749: Friedrich Wilhelm II., Herzog von Schleswig-Holstein-Sonderburg-Beck, preußischer Generalfeldmarschall und Gouverneur von Berlin
- 1750: Gyurme Namgyel, tibetischer Herrscher
- 1750: Apostolo Zeno, venezianischer Gelehrter, Dichter und Librettist
- 1751: Julien Offray de La Mettrie, französischer Arzt und Philosoph
- 1757: Deep Singh, indischer Märtyrer der Sikh-Religion
- 1760: Frederik Winter, deutscher Mediziner
- 1766: Peter Joseph von Buschmann, Domherr und Domkapitular in Köln
- 1766: Charlotte Wilhelmine von Anhalt-Bernburg-Schaumburg-Hoym, paragierte Landgräfin von Hessen-Philippsthal-Barchfeld
- 1766: Friedrich von Schleswig-Holstein-Sonderburg-Glücksburg, königlich dänischer General
- 1770: Tupaia, polynesischer Priester, Navigator und Übersetzer für James Cook
- 1783: Bartolomeo Altomonte, österreichischer Maler
- 1792: Samuel Friedrich Nathanael Morus, deutscher Philologe und lutherischer Theologe
- 1795: Johann Adam von Auersperg, Fürst, Oberstkämmerer und Erblandmarschall von Tirol

### 19. Jahrhundert
- 1803: Rafael ben Jekutiel Süsskind Kohen, deutscher Rabbiner
- 1806: Fra Diavolo, italienischer Straßenräuber und Widerstandskämpfer
- 1807: Jean-Édouard Adam, französischer Chemiker und Physiker
- 1810: Johann Zoffany, britischer Maler deutscher Herkunft
- 1817: Francisco Javier Mina, spanischer Guerilla-Führer
- 1831: Ignác Gyulay, österreichischer General, Feldmarschall und Präsident des Hofkriegsrates
- 1831: Nat Turner, US-amerikanischer Sklave und Rebellenführer
- 1835: Johan Herman Mankel, schwedischer Organist, Komponist und Musikpädagoge
- 1837: George Wyndham, 3. Earl of Egremont, britischer Peer und Mäzen
- 1844: Christian Ludwig Hartmann von Landwüst, preußischer und stolberg-wernigerödischer Beamter
- 1851: Friedrich von Hartmann, deutscher Arzt und Naturforscher
- 1852: Louise Grafemus, deutsche Soldatin
- 1852: David Henshaw, US-amerikanischer Politiker

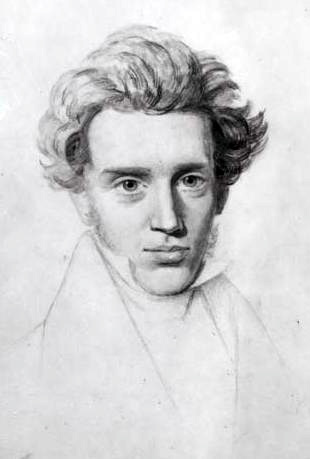
Søren Kierkegaard († 1855)

- 1855: Søren Kierkegaard, dänischer Philosoph, Theologe und Schriftsteller
- 1860: Guillaume Bouteiller, französischer Komponist
- 1861: Peter V., König von Portugal
- 1868: José Tadeo Monagas, Präsident von Venezuela
- 1869: Robert J. Walker, US-amerikanischer Politiker, Senator für Mississippi, Finanzminister, Gouverneur von Kansas
- 1873: Carl Arnold, norwegischer Komponist
- 1873: Otto Wassiljewitsch Bremer, russischer Architekt und Amateur-Entomologe
- 1874: Melchior Schwoon, deutscher Unternehmer
- 1879: Louis Désiré Besozzi, französischer Komponist, Organist und Pianist
- 1880: Ned Kelly, australischer Straßenräuber
- 1880: Lucretia Mott, US-amerikanische Quäkerin, Abolitionistin und Frauenrechtlerin
- 1882: Victor Chéri, französischer Komponist und Dirigent
- 1884: Rudolph Anton, deutscher Jurist und Politiker
- 1884: Alfred Brehm, deutscher Zoologe und Schriftsteller
- 1886: Gustav Adolf Fischer, deutscher Afrikaforscher
- 1886: Alexander von Schoeller, österreichischer Großindustrieller und Bankier
- 1887: George Engel, deutscher Anarchist
- 1887: Albert Parsons, US-amerikanischer Arbeiterführer, Justizopfer
- 1887: August Spies, deutsch-US-amerikanischer Redakteur und Herausgeber
- 1889: Max Amberger, deutscher Instrumentenbauer
- 1890: Guillaume de Pury, Schweizer Auswanderer, Winzer und Lokalpolitiker
- 1891: Moritz Laurentius, deutscher Jurist und Politiker
- 1898: William Wyatt Gill, australischer Missionar und Ethnologe

### 20. Jahrhundert

#### 1901–1950

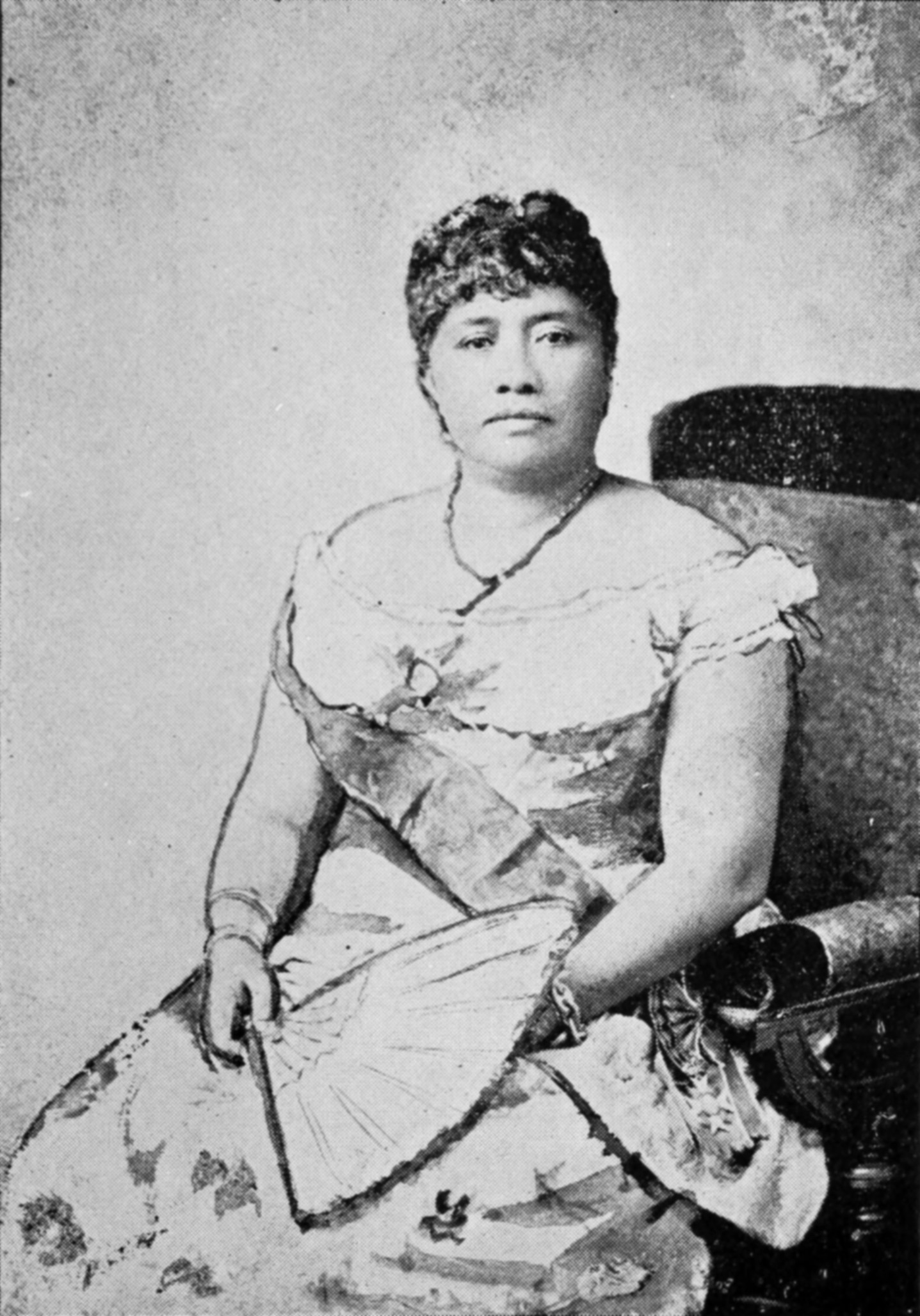
Liliʻuokalani († 1917)

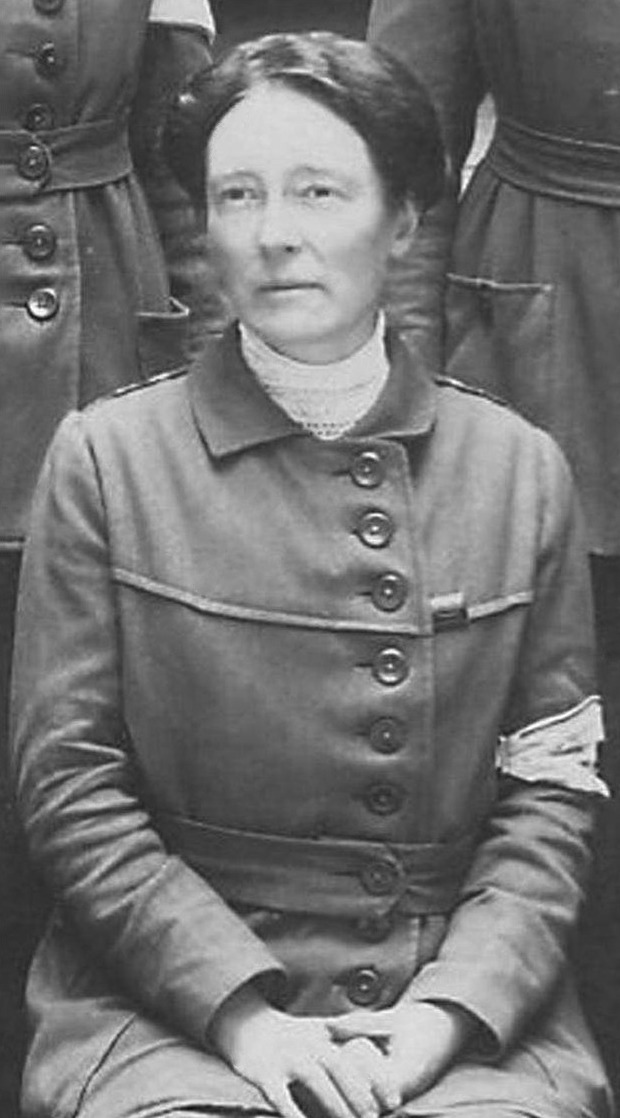
Louisa Anderson († 1943)

- 1906: Theodor Vogt, deutsch-österreichischer Pädagoge
- 1912: Józef Wieniawski, polnischer Pianist und Komponist
- 1917: Liliʻuokalani, hawaiische Königin
- 1918: Victor Adler, österreichischer Politiker, Begründer der Sozialdemokratischen Arbeiterpartei, LAbg, Abgeordneter zum Reichsrat, Außenminister
- 1918: Hermann Gladenbeck, deutscher Bildgießer
- 1919: Felix von Hartmann, deutscher Theologe, Bischof von Münster, Erzbischof von Köln, Kardinal
- 1919: Pawel Petrowitsch Tschistjakow, russischer Maler
- 1929: Ernst Maass, deutscher Altphilologe
- 1929: Mieczysław Sołtys, polnischer Komponist
- 1932: Frederick Dewhurst Yates, britischer Schachspieler
- 1933: Heino Adolf Achenbach, preußischer Beamter und Landrat
- 1937: Jerzy Gablenz, polnischer Komponist
- 1937: Miguel Paz Barahona, honduranischer Politiker, Minister, Staatspräsident
- 1938: Santos Iriarte, uruguayischer Fußballspieler
- 1939: Emil Rieck, deutscher Landschafts-, Genre- und Theatermaler
- 1942: Billy DeBeck, US-amerikanischer Comiczeichner
- 1942: Leopold Rückert, deutscher Politiker, MdL, Landesminister
- 1943: Wilhelm Arning, deutscher Mediziner und Politiker, MdR, MdL
- 1943: Herbert A. Fricker, kanadischer Chorleiter, Organist, Musikpädagoge und Komponist
- 1943: Louisa Garrett Anderson, britische Ärztin und Frauenrechtlerin
- 1943: André Pirro, französischer Musikwissenschaftler
- 1944: Gerrit Grijns, niederländischer Forscher
- 1945: Jerome Kern, US-amerikanischer Komponist
- 1945: Wilhelm Leo, deutscher Rechtsanwalt, Mitglied im Nationalkomitee Freies Deutschland für den Westen
- 1945: Clemens Thieme, deutscher Architekt
- 1946: Nikolai Nilowitsch Burdenko, russischer Chirurg
- 1947: Lavinia Clara Radeglia, englische Badminton- und Tennisspielerin
- 1948: Fred Niblo, US-amerikanischer Filmregisseur
- 1949: Alphonse Boog, französischer Komponist, Pädagoge und Historiker
- 1950: Valentin Appel, deutscher Schauspieler und Regisseur
- 1950: Pierre-Jules Boulanger, französischer Manager (Citroën)

#### 1951–2000
- 1951: Mack Hellings, US-amerikanischer Automobilrennfahrer
- 1951: Walter Hyde, britischer Opernsänger und Gesangspädagoge
- 1955: Jerry Ross, US-amerikanischer Komponist und Liedtexter
- 1957: Hans Adler, österreichischer Schriftsteller, Lyriker und Librettist
- 1957: Ugo Amaldi, italienischer Mathematiker
- 1958: André Bazin, französischer Filmkritiker
- 1958: Friedrich Franz Brockmüller, deutscher Bildhauer
- 1958: Vittorio Faroppa,  italienischer Fußballspieler und -trainer
- 1959: Charles Chauvel, australischer Drehbuchautor, Filmregisseur und -produzent
- 1959: Al LeConey, eigentlich Jeremiah Alfred LeConey, US-amerikanischer Sprinter
- 1960: Hermann Apelt, deutscher Jurist, Politiker und Senator
- 1960: Monte Attell, US-amerikanischer Boxer, Weltmeister
- 1964ː Ilka Grüning, österreichische Schauspielerin
- 1965: Emmerich Arleth, österreichischer Schauspieler und Sänger
- 1965: Ellen Daub, deutsche Schauspielerin
- 1967: Gustav Zinke, tschechoslowakischer Ruderer

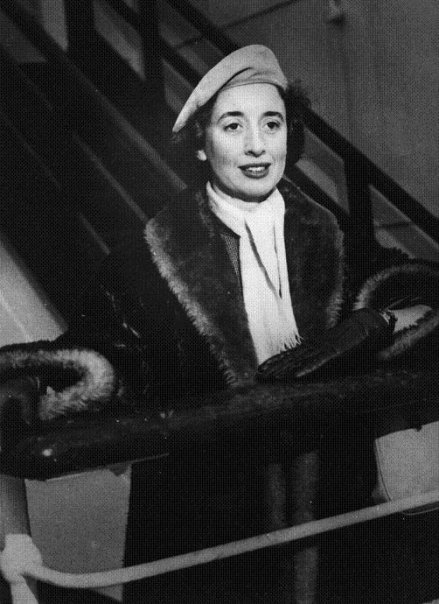
Jeanne Demessieux († 1968)

- 1968: Jeanne Marie-Madeleine Demessieux, französische Komponistin und Pianistin, Organistin und Musikpädagogin
- 1972: Wera Inber, russische Schriftstellerin
- 1973: Hasan al-Hudaibi, ägyptischer Richter
- 1973: Artturi Ilmari Virtanen, finnischer Biochemiker, Nobelpreisträger
- 1975: Clinton Presba Anderson, US-amerikanischer Politiker
- 1975: Mina Witkojc, sorbische Dichterin und Publizistin
- 1976: Alexander Calder, US-amerikanischer Bildhauer und Graphiker
- 1977: Reinhold F. Bender, deutscher Politiker, MdB
- 1979: Dimitri Tiomkin, US-amerikanischer Komponist
- 1980: Louis Charavel, französischer Automobilrennfahrer
- 1981: Alf Brustellin, österreichischer Autor und Filmregisseur
- 1982: Peter Keler, deutscher Grafiker, Designer und Architekt
- 1983: Arno Babadschanjan, armenischer Komponist
- 1986: Carl Hermann, österreichischer Bildhauer und Mitbegründer der Weitwanderbewegung
- 1987ː Paula Maria Canthal, deutsche Architektin und Künstlerin
- 1987: Karl-Horst Lessing, deutscher Brigadegeneral und Nachrichtendienstler
- 1987ː Liane Zimbler, österreichisch-amerikanische Architektin und Innenraumgestalterin
- 1990: Attilio Demaría, argentinisch-italienischer Fußballspieler und -trainer
- 1990: Jörg Kandutsch, österreichischer Politiker
- 1990: Giannis Ritsos, griechischer Schriftsteller
- 1991: Heinz Becker, deutsch-US-amerikanischer Baseballspieler
- 1991: Franziska Bilek, deutsche Zeichnerin und Karikaturistin
- 1991: Morton Stevens, US-amerikanischer Komponist
- 1992: Giulio Carlo Argan, italienischer Kunsthistoriker und Politiker
- 1992: Voli Geiler, Schweizer Schauspielerin und Kabarettistin
- 1993: Carl Andrießen, deutscher Drehbuchautor, Satiriker und Kritiker
- 1993: Olavi Pesonen, finnischer Komponist
- 1994: Elizabeth Maconchy, britische Komponistin irischer Abstammung
- 1998: Kenny Kirkland, US-amerikanischer Jazzpianist
- 1999: Mary Kay Bergman, US-amerikanische Synchronsprecherin
- 1999: Vivian Fuchs, britischer Geologe und Polarforscher
- 1999: Jacobo ben Nathan Timmerman, argentinischer Verleger, Journalist und Autor
- 2000: Richard Faust, deutscher Zoologe

### 21. Jahrhundert
- 2002: Ulrich Sommerlatte, deutscher Komponist, Arrangeur und Dirigent
- 2003: Edvard Beyer, norwegischer Literaturhistoriker und Professor
- 2003: Brigitte Sauzay, französische Dolmetscherin
- 2004: Jassir Arafat, Präsident der palästinensischen Autonomiegebiete, Friedensnobelpreisträger
- 2004: Uwe Arkuszewski, deutscher Moderator
- 2004: Richard Dembo, französischer Filmregisseur
- 2004: Hans Marquardt, deutscher Verleger
- 2005: Moustapha Akkad, syrischer Regisseur und Filmproduzent
- 2005: John Charles Andes, US-amerikanischer Schauspieler
- 2005: Thomas Patrick John Anson, britischer Fotograf
- 2005: Hinrich Bischoff, deutscher Unternehmer und Eigentümer der Charter-Airline Germania
- 2005: Peter F. Drucker, US-amerikanischer Ökonom
- 2005: Patrick Lichfield, britischer Hof-Fotograf
- 2005: Cornelis Soeteman, niederländischer Germanist
- 2006: Herbert Rösler, deutscher Künstler und Gründer der christlichen Arbeits- und Lebensgemeinschaft Gruppe 91 (G91)
- 2008: Charly Neumann, deutscher Gastronom, Mannschaftsbetreuer des Fußballvereins FC Schalke 04
- 2008: Gebhard Poltera, Schweizer Eishockeyspieler
- 2008: Dieter Schubert, deutscher Schriftsteller
- 2009: Frank Manley, US-amerikanischer Hochschullehrer, Lyriker, Dramatiker und Erzähler
- 2011: Karel Mareš, tschechischer Komponist, Songwriter, Schauspieler und Theaterregisseur
- 2012: Hartwig Kelm, deutscher Chemiker und Intendant
- 2012: Vic Mees, belgischer Fußballspieler
- 2013: Domenico Bartolucci, italienischer Kirchenmusiker und Kardinal
- 2014: Carol Ann Susi, US-amerikanische Film- und Theater-Schauspielerin
- 2015: Phil Taylor, englischer Schlagzeuger (Motörhead)
- 2016: Ilse Aichinger, österreichische Schriftstellerin
- 2016: Aki Schmidt, deutscher Fußballspieler und -trainer
- 2019: Götz Steinle, deutscher Brigadegeneral
- 2020: Chalifa bin Salman Al Chalifa, bahrainischer Politiker
- 2021: Aleksander Ciążyński, polnischer Hockeyspieler
- 2021: Carl von Essen, schwedischer Fechter
- 2021: Frederik Willem de Klerk, südafrikanischer Politiker, Staatspräsident
- 2021: Hilmar Kopper, deutscher Bankmanager
- 2022: John Aniston, US-amerikanischer Schauspieler
- 2022: Sven-Bertil Taube, schwedischer Sänger und Schauspieler
- 2023: Werner Vogt, österreichischer Chirurg und Ombudsmann
- 2024ː Emilia Hofmann Deutsche Künstlerin, Richterin

## Feier- und Gedenktage
- Kirchliche Gedenktage
  - Hl. Martin von Tours, römischer Offizier und Bischof (anglikanisch, evangelisch, katholisch, orthodox)
  - Martinstag
  - Søren Kierkegaard, dänischer Dichter und Theologe (evangelisch: ELCA)
- Namenstage
  - Martin
- Staatliche Feier- und Gedenktage
  - Belgien, Commonwealth, Frankreich, Großbritannien, USA: Veterans Day
  - Angola: Unabhängigkeit von Portugal (1975)
  - Kolumbien: Unabhängigkeit von Cartagena
  - Polen: Unabhängigkeitstag (1918)

- Brauchtum

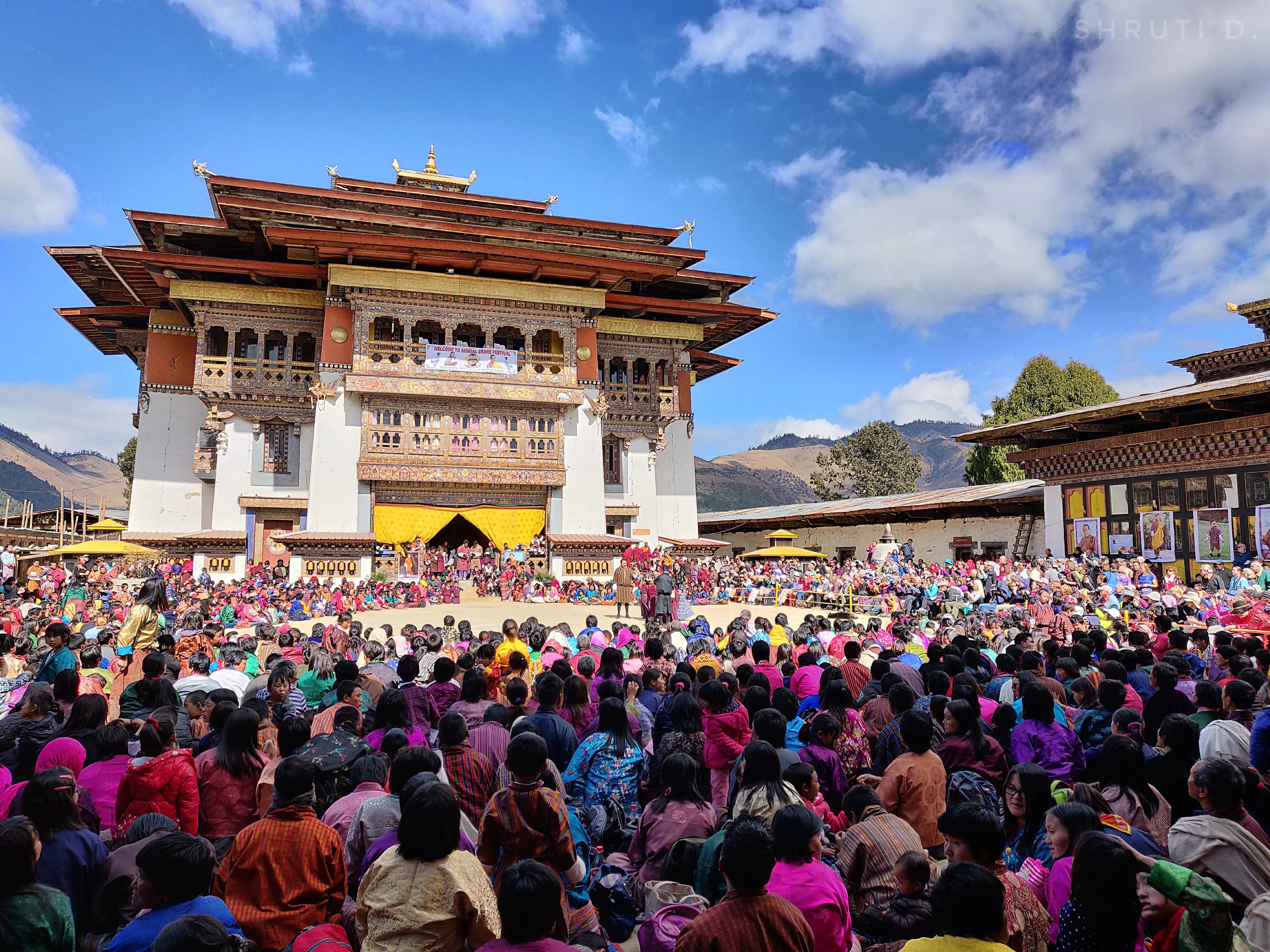
Das Kranich-Fest im November 2018

  - Deutschland, Liechtenstein, Luxemburg, Österreich, Schweiz: Beginn von Karneval, Fastnacht und Fasching
  - Südkorea: Pepero-Tag
  - Bhutan: Kranich-Fest

Weitere Einträge enthält die Liste von Gedenk- und Aktionstagen.